# Présidence de Woodrow Wilson
28e président des États-Unis
Présidence de William Howard Taft Présidence de Warren G. Harding
La présidence de Woodrow Wilson débuta le 4 mars 1913, date de l'investiture de Woodrow Wilson en tant que 28e président des États-Unis, et prit fin le 4 mars 1921. Membre du Parti démocrate, Wilson entra en fonction après avoir remporté l'élection présidentielle de 1912 face à trois autres candidats, avec une large majorité au sein du collège électoral et 42 % du vote populaire. Réélu en 1916 face au républicain Charles Evans Hughes, mais avec une marge plus réduite, il est le premier président originaire d'un État du Sud depuis l'élection de Zachary Taylor en 1848, et le deuxième démocrate à accéder à la présidence depuis 1860.
Figure phare du mouvement progressiste, Wilson fit adopter au cours de son premier mandat de nombreuses réformes dont l'ampleur resta inégalée jusqu'à l'avènement du New Deal dans les années 1930. Arrivé au pouvoir un mois seulement après la ratification du seizième amendement de la Constitution, Wilson soutint activement l'adoption du Revenue Act of 1913 qui réintroduisait un impôt sur le revenu tout en abaissant fortement les droits de douane. Le Congrès vota à la même période d'autres lois à caractère progressiste comme le Federal Reserve Act, le Federal Trade Commission Act of 1914, le Clayton Antitrust Act et le Federal Farm Loan Act. Wilson obtint également le passage de la loi Adamson qui instaurait la journée de travail de 8 heures pour les employés des chemins de fer afin d'éviter une grève et une potentielle crise économique. L'administration Wilson encouragea par ailleurs la ségrégation dans les agences de la fonction publique. Avec le déclenchement de la Première Guerre mondiale en 1914, Wilson maintint son pays dans la neutralité mais intervint plus ou moins directement dans la guerre civile qui faisait rage au Mexique.
Le second mandat de Wilson fut marqué par l'engagement des États-Unis dans le premier conflit mondial. En avril 1917, l'Allemagne ayant décidé de reprendre la guerre sous-marine à outrance, Wilson demanda au Congrès la permission d'entrer en guerre afin d'obtenir « la paix dans le monde pour l'établissement de la démocratie ». La conscription fut instaurée, permettant un arrivage quotidien de 10 000 soldats fraîchement entraînés sur le sol français à l'été 1918. Sur le plan intérieur, Wilson augmenta les impôts sur le revenu, créa le Conseil des industries de guerres, encouragea la coopération syndicale, réglementa l'agriculture et la production alimentaire (loi Lever) et nationalisa le réseau des chemins de fer. Furent également votées la loi sur l'espionnage de 1917 et la loi sur la sédition de 1918 qui réprimèrent les opposants à la conscription. Le procureur général Alexander Mitchell Palmer intensifia par la suite la répression contre les radicaux de gauche et les anarchistes lors de la première « peur rouge » (1919-1920). 
Sur le plan des relations internationales, Wilson mena une politique étrangère interventionniste et moraliste, qualifiée aujourd'hui d'« idéalisme wilsonien » et dont l'objectif était de promouvoir la démocratie à l'échelle mondiale. Au début de l'année 1918, il promulgua ses quatorze points pour la paix et la reconstruction de l'Europe, et en 1919, il se rendit à Paris à la suite de l'armistice avec l'Allemagne pour participer aux négociations de paix, débouchant sur la signature du traité de Versailles. Wilson fit alors campagne à travers les États-Unis afin de plaider en faveur de la ratification du traité, qui prévoyait notamment l'entrée des États-Unis à la Société des Nations, mais il fut paralysé par une attaque cérébrale en octobre 1919 et le traité fut rejeté par le Sénat. 
En dépit de sérieux doutes sur sa santé et ses capacités mentales, Wilson acheva normalement son second mandat et chercha vainement à se représenter. L'élection présidentielle de 1920 se solda par la victoire du républicain Warren G. Harding face au candidat démocrate James M. Cox, et Harding succéda à Wilson en mars 1921. Les historiens et les politologues considèrent généralement Wilson comme un président supérieur à la moyenne et comme un précurseur du libéralisme américain contemporain. Cependant, ses préjugés racistes ont aussi fait l'objet de critiques.

## Élection présidentielle de 1912

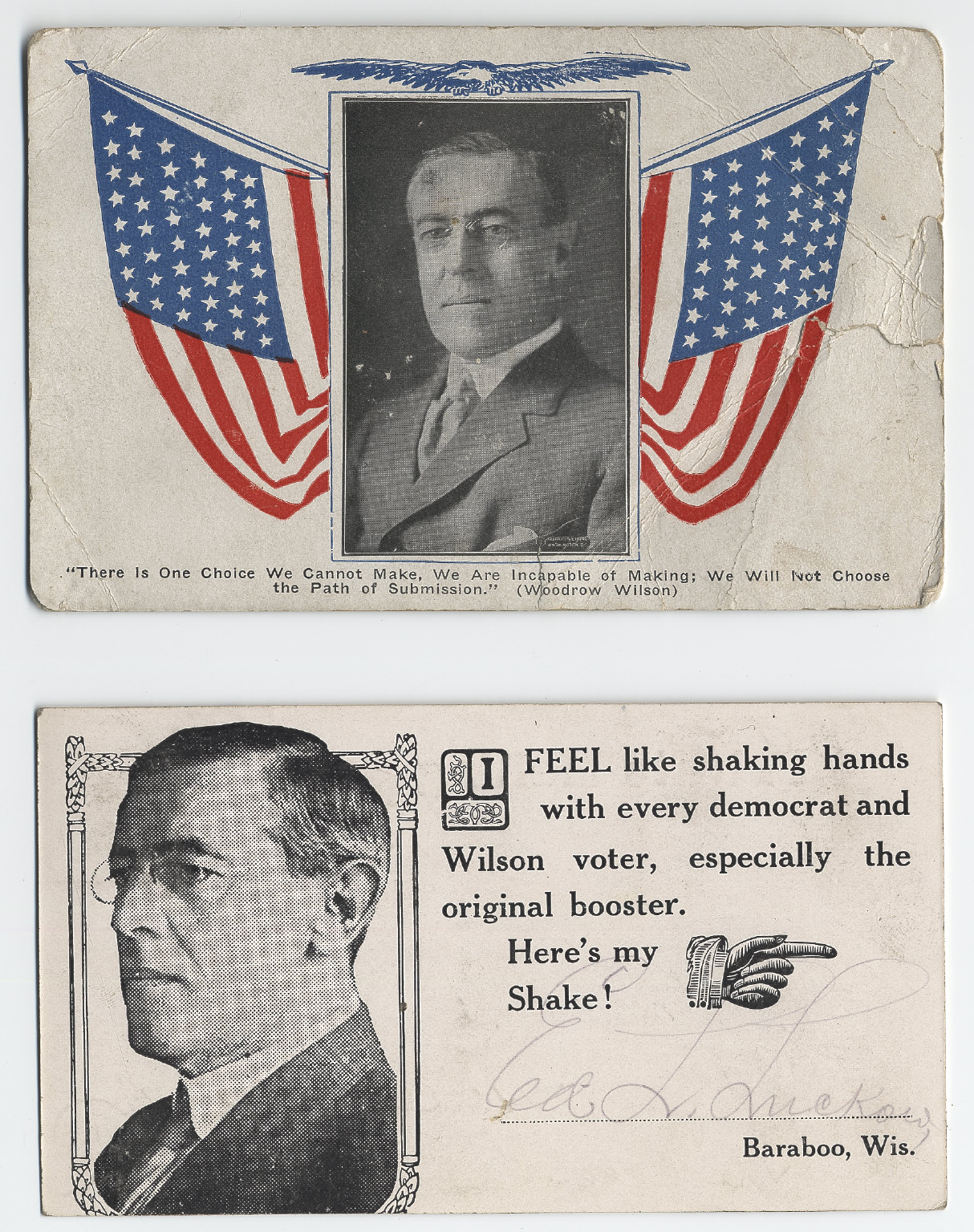
Cartes postales de 1912 à l'effigie de Woodrow Wilson.

Dès son élection au poste de gouverneur du New Jersey en 1910, Woodrow Wilson fut pressenti pour être candidat à l'élection présidentielle de 1912. Ses heurts fréquents avec les « boss » locaux du Parti démocrate renforcèrent sa réputation auprès du mouvement progressiste en plein essor. Avant la convention nationale démocrate de 1912, Wilson s'était efforcé d'obtenir le soutien de William Jennings Bryan, qui avait été par trois fois le candidat démocrate à la présidence et dont les partisans étaient majoritaires au sein du parti depuis sa première tentative en 1896. Le favori de la course à l'investiture était le président de la Chambre des représentants Champ Clark, du Missouri. Le chef de la majorité à la Chambre Oscar Underwood, de l'Alabama, faisait également figure de prétendant sérieux, mais alors que Clark reçut l'appui d'une partie des troupes de Bryan, Underwood cherchait plutôt à courtiser les Bourbon Democrats, plus conservateurs et qui étaient nombreux dans le Sud. 
Lors de la convention, Clark fit la course en tête au 10e tour de scrutin, la « machine » new-yorkaise de Tammany Hall s'étant ralliée à sa candidature. Cependant, son score était insuffisant car un candidat devait remporter les deux tiers des délégués pour être choisi et le vote continua. De son côté, Wilson annonça que son colistier serait le gouverneur de l'Indiana Thomas R. Marshall, un nordiste, tandis que plusieurs délégations sudistes lâchèrent Underwood au profit de Wilson, un compatriote. Wilson remporta finalement la majorité des deux tiers requis au 46e tour de scrutin. Comme prévu, Marshall fut désigné pour briguer la vice-présidence.

Résultats de l'élection présidentielle américaine de 1912.

Dans le cadre de cette élection, les deux principaux adversaires de Wilson étaient le président sortant William Howard Taft, candidat du Parti républicain, et l'ancien président Theodore Roosevelt, originaire du même parti que Taft mais qui avait décidé de faire campagne sous l'étiquette du Parti progressiste. Un quatrième candidat, le socialiste Eugene V. Debs, fit également un score important le jour du vote. Roosevelt avait rompu avec son ancien parti lors de la convention nationale républicaine de 1912, où Taft avait décroché la nomination de justesse. La scission du Parti républicain offrait aux démocrates une chance inespérée de reconquérir la présidence pour la première fois depuis l'élection de 1892. Roosevelt s'imposa rapidement comme le principal adversaire de Wilson. Les deux hommes firent en grande partie campagne l'un contre l'autre même si leurs programmes respectifs étaient relativement similaires ; tous deux défendaient notamment l'idée d'un exécutif fort et interventionniste. 
Le jour de l'élection, Wilson remporta 435 voix au sein du collège électoral (sur 531) et 41,8 % du vote populaire, Roosevelt obtenant pour sa part la majorité des votes de grands électeurs restants et 27,4 % du vote populaire, soit l'une des plus fortes performances d'un tiers parti à une élection présidentielle. Taft n'arriva qu'en troisième position avec 23,2 % du vote populaire et seulement 8 votes de grands électeurs, suivi par Debs avec 6 % des suffrages. Lors des élections législatives qui se déroulèrent à la même période, les démocrates conservèrent leur majorité à la Chambre des représentants et devinrent majoritaires au Sénat. Wilson fut ainsi le premier sudiste à remporter une élection présidentielle depuis la guerre de Sécession.

## Composition du gouvernement
Après son élection, Wilson choisit William Jennings Bryan comme secrétaire d'État, et celui-ci conseilla le président-élu sur la sélection des autres membres du cabinet. William Gibbs McAdoo, un soutien de la première heure qui épousa la fille de Wilson en 1914, devint secrétaire du Trésor, tandis que James Clark McReynolds, qui avait mené avec succès des poursuites judiciaires contre des trusts, fut nommé procureur général. Sur le conseil d'Underwood, Wilson désigna Albert S. Burleson, membre du Congrès du Texas, en tant que ministre des Postes. Bryan démissionna en 1915 en raison de son opposition à la politique de fermeté conduite par Wilson vis-à-vis de l'Allemagne à la suite du naufrage du Lusitania. Wilson remplaça Bryan par Robert Lansing et commença à partir de ce moment à superviser lui-même la politique étrangère de son administration. Newton D. Baker, un démocrate progressiste, entra en fonction comme secrétaire à la Guerre en 1916 et resta à ce poste tout au long de la Première Guerre mondiale. Après la fin du conflit, le cabinet fut partiellement remanié : Carter Glass succéda à McAdoo en tant que secrétaire du Trésor et Alexander Mitchell Palmer devint procureur général.
Le chef de cabinet de Wilson, faisant office de secrétaire, fut Joseph Patrick Tumulty de 1913 à 1921. Tumulty servit d'intermédiaire avec la presse, et sa vivacité d'esprit contrastait avec l'attitude souvent froide du président. La première épouse de celui-ci, Ellen Wilson, mourut le 6 août 1914 et Wilson se maria en secondes noces avec Edith Bolling Galt en 1915. Cette dernière prit entièrement en charge la gestion de l'agenda du président, en lieu et place de Tumulty dont l'influence diminua. Le conseiller le plus important en matière de politique étrangère était le « colonel » Edward M. House, qui fut aussi le confident de Wilson jusqu'à leur rupture au début de l'année 1919, en raison des maladresses commises par House en l'absence de Wilson lors de la conférence de paix de Paris. Quant au vice-président Thomas R. Marshall, il ne joua pas un rôle très important au sein de l'administration. 

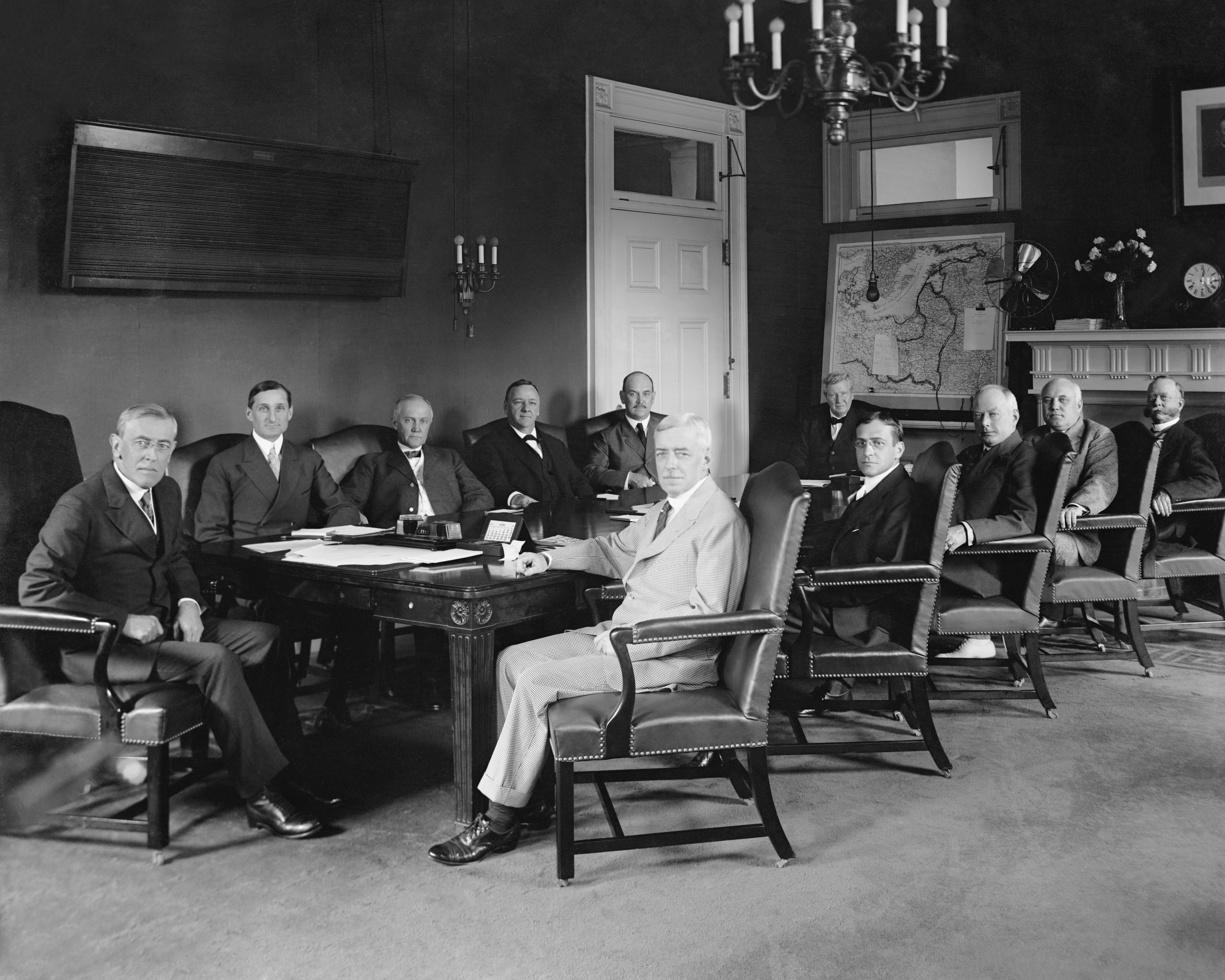
Woodrow Wilson et son cabinet en 1918.

## Nominations judiciaires
Wilson nomma trois juges à la Cour suprême des États-Unis. En 1914, il nomma James Clark McReynolds et ce dernier servit à la Cour jusqu'en 1941, siégeant du côté des conservateurs. Deux ans plus tard, il désigna Louis Brandeis, ce qui déclencha une vive polémique au Sénat car Brandeis était un progressiste et le premier juif nommé à la Cour suprême. Wilson parvint finalement à convaincre les démocrates du Sénat de voter pour Brandeis et celui-ci servit à la Cour jusqu'en 1939. Une autre vacance se produisit en 1916 avec la retraite de Charles Evans Hughes ; Wilson nomma à sa place John Hessin Clarke, un avocat progressiste de l'Ohio. Clarke ne siégea que peu de temps à la Cour et démissionna en 1922. En plus de la Cour suprême, Wilson nomma vingt juges à des cours de circuit et cinquante-deux autres à des cours de districts.

## Politique intérieure

### ProgrammeNew Freedom
Avec le soutien d'un Congrès à majorité démocrate, Wilson ne tarda pas à mettre en œuvre un ambitieux programme de politique intérieure, ce qu'aucun président n'avait jamais fait avant lui. À sa prise de fonction, Wilson définit quatre grandes priorités : la conservation des ressources naturelles, la réforme du système bancaire, la réduction des droits de douane et l'égalité d'accès aux matières premières, grâce notamment à la lutte contre les trusts. Même si les affaires étrangères occupèrent une place de plus en plus importante dans le travail de son administration à partir de 1915, les deux premières années du mandat de Wilson furent essentiellement axées sur la politique intérieure, et ce dernier parvint à faire adopter une grande partie de son programme intitulé New Freedom (« Nouvelle liberté »).

#### Droits de douane et fiscalité

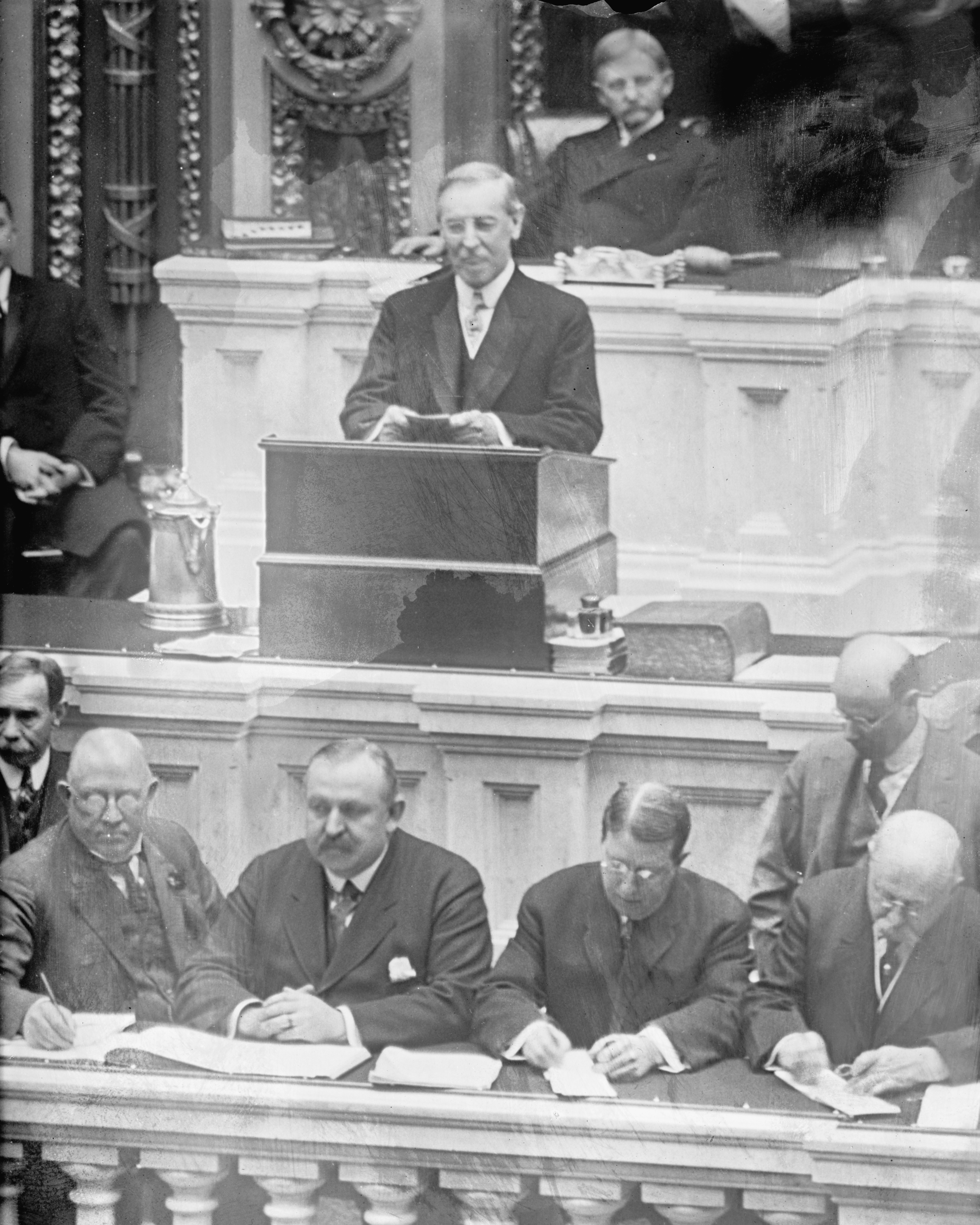
Le président Wilson délivrant son premier discours sur l'état de l'Union, un événement qui ne s'était plus reproduit depuis 1801.

Les démocrates considéraient depuis longtemps que le maintien de droits de douane élevés revenait à taxer injustement les consommateurs, et Wilson fit de la réduction de ces tarifs une priorité. Il déclara que l'existence de tarifs élevés « nous prive de la part qui nous revient dans le commerce mondial, viole les principes d'une imposition juste et fait du gouvernement un instrument facile entre les mains des intérêts privés ». Alors que la plupart des démocrates étaient favorables à une baisse des droits de douane, beaucoup de républicains estimaient que le maintien de taxes élevées sur les biens importés étaient utiles pour protéger les travailleurs des industries manufacturières et des usines nationales contre la concurrence étrangère. Peu avant l'investiture de Wilson, le seizième amendement de la Constitution avait été soumis à l'approbation du Congrès en 1909 au cours d’un débat sur la législation tarifaire et ratifié par le nombre d’États requis. Après l'entrée en vigueur du seizième amendement, les dirigeants démocrates acceptèrent d'inclure dans leur projet de loi concernant la réduction des droits de douane une disposition relative à l'impôt sur le revenu, en partie pour compenser la perte financière ainsi engendrée et pour faire en sorte que les recettes du gouvernement fédéral reposent principalement sur les hauts revenus assujettis à l'impôt.
Fin mai 1913, le chef de la majorité à la Chambre, Oscar Underwood, avait fait adopter une loi qui réduisait le taux tarifaire moyen de 10 %. Cette loi représentait la plus importante baisse du tarif douanier depuis la guerre de Sécession : elle prévoyait ainsi une réduction drastique des taux applicables aux matières premières, aux produits de première nécessité et aux produits fabriqués nationalement par les trusts, tout en maintenant des taux élevés pour les biens de luxe. Le projet de loi instaurait également un impôt sur les revenus personnels supérieurs à 4 000 $. L'adoption de la loi Underwood par le Sénat s'avéra cependant plus difficile qu'à la Chambre. En effet, certains démocrates du Sud et de l'Ouest étaient soucieux de protéger les industries de la laine et du sucre et la majorité démocrate était de surcroît plus réduite qu'à la Chambre des représentants. Cherchant à mobiliser ses troupes en soutien du projet de loi, Wilson s'entretint longuement avec les sénateurs démocrates et s'adressa directement à la population par l'intermédiaire de la presse. Après plusieurs semaines d'audiences et de débats, Wilson et le secrétaire d'État Bryan étaient parvenus à convaincre les sénateurs démocrates de soutenir le projet de loi, et celui-ci fut adopté par 44 voix contre 37. Un seul démocrate vota contre tandis que le progressiste Robert M. La Follette fut le seul républicain à se prononcer en faveur du texte. Le Revenue Act of 1913 (aussi appelé le « tarif Underwood ») fut signé par le président Wilson le 3 octobre 1913.
Le Revenue Act ramena le taux tarifaire moyen sur les importations d'environ 40 % à environ 26 %. Par ailleurs, l'impôt fédéral sur le revenu fut rétabli pour la première fois depuis 1872 (le gouvernement fédéral avait également adopté un impôt sur le revenu dans les années 1890, mais cet impôt avait été supprimé par la Cour suprême avant son entrée en vigueur). Il se présentait sous la forme d'un prélèvement de 1 % sur les revenus supérieurs à 3 000 dollars, avec un taux maximum de 6 % sur les personnes gagnant plus de 500 000 dollars par an. Environ 3 % de la population était assujettie à l'impôt sur le revenu. La loi créait également un impôt sur les sociétés à hauteur de 1 % des bénéfices nets. Cette taxe remplaçait un impôt antérieur qui ne s’appliquait qu’aux revenus nets supérieurs à 5 000 dollars. L'impôt sur le revenu fut reconnu conforme à la Constitution par la Cour suprême dans les arrêts Brushaber c. Union Pacific Railroad Co. et Stanton c. Baltic Mining Co..
Obligée d'accroître ses recettes pour pourvoir à l'augmentation des dépenses militaires, l'administration Wilson élabora en 1916 une nouvelle loi fiscale. Wilson et ses alliés du Congrès, comme le représentant Claude Kitchin, refusèrent d'augmenter les droits de douane et plaidèrent au contraire pour une augmentation des taxes sur les hauts revenus. De concert avec les républicains progressistes, les démocrates du Congrès firent adopter le Revenue Act of 1916 qui rétablissait l'impôt fédéral sur les successions, créait un impôt sur la production de munitions, relevait le taux maximum de l’impôt sur le revenu à 15 % et augmentait l'impôt sur les entreprises à 2 %. La même année, Wilson promulgua une loi donnant naissance à la « Commission du tarif », chargée de fournir une expertise sur le niveau des tarifs douaniers. Dans les années 1920, les républicains augmentèrent à nouveau les droits de douane et diminuèrent l'impôt sur le revenu ; toutefois, les politiques mises en place sous la présidence de Wilson eurent un effet durable sur la nature des recettes de l'État, lesquelles provinrent dorénavant majoritairement de l'imposition et non plus des droits de douane.

#### Création d'une banque centrale

Carte des districts de la Réserve fédérale américaine (cercles noirs), des banques affiliées à cette dernière (carrés noirs), des succursales de districts (cercles rouges) et du siège social à Washington (étoile blanche sur fond noir).

La loi créant l'impôt sur le revenu n'était pas encore ratifiée que Wilson s'attaqua à une autre de ses priorités : la réforme du système bancaire. À l'époque, le Royaume-Uni et l'Allemagne exerçaient un contrôle sur les activités financières à travers l'action de banques centrales pilotées par le gouvernement, mais les États-Unis ne disposaient plus de structures de ce type depuis la présidence d'Andrew Jackson dans les années 1830. À la suite de la panique bancaire de 1907, les banquiers et les dirigeants affiliés aux deux principaux partis s'accordèrent sur la nécessité de mettre en place un établissement bancaire faisant office de banque centrale, ceci afin de permettre une meilleure coordination en cas de crise financière. Considérant que les 3,8 milliards de dollars en circulation ― sous forme de pièces métalliques ou de billets ― ne constituaient pas une réserve d'argent suffisante pour permettre de renflouer l'économie en situation de crise, ils se prononcèrent également pour la plupart en faveur d'une réforme monétaire. 
En mai 1908, une commission nationale monétaire, sous la direction du sénateur républicain Nelson W. Aldrich, un conservateur, fut créée afin d'enquêter sur les origines de la crise et de proposer une nouvelle législation bancaire. Les membres de la commission proposèrent la mise sur pied d'une banque centrale capable de battre monnaie et de prêter aux banques étatiques. Toutefois, l'aile progressiste menée par Bryan fut prompte à dénoncer le poids excessif des banquiers dans le cadre d'un tel système. Sur les conseils de Louis Brandeis, Wilson s'efforça de trouver un terrain d'entente entre les progressistes (incarnés par Bryan) et les conservateurs (symbolisés par Aldrich). Le président déclara à cet effet que le système bancaire devait être « public et non privé » et qu'il « doit dépendre du gouvernement lui-même de sorte que les banques soient les instruments du marché, et non ses maîtres ».
L'imbroglio fut dénoué par deux représentants démocrates, Carter Glass et Robert L. Owen, qui élaborèrent un compromis dans lequel les établissements bancaires privés auraient la main sur douze banques régionales — succursales de la Réserve fédérale américaine — mais où les décisions importantes seraient prises dans un conseil d'administration central composé d'individus nommés par le président. La création des banques régionales avaient pour principal but de réduire l'influence de Wall Street. Wilson défendit ce plan auprès des partisans de Bryan en affirmant que leur demande en faveur d'une « monnaie élastique » était exaucée, dans la mesure où les billets de banque émis par la Réserve fédérale étaient des obligations du gouvernement. 
Le projet de loi fut voté à la Chambre des représentants en septembre 1913, mais la partie fut plus difficile au Sénat où les démocrates, sous l'impulsion de Wilson, repoussèrent de justesse un amendement suggéré par Frank A. Vanderlip qui se proposait d'accroître le rôle des banques privées dans le système bancaire fédéral. Par 54 voix contre 34, le Federal Reserve Act fut adopté par les sénateurs et promulgué sous forme de loi par le président Wilson le 23 décembre 1913. Ce dernier désigna Paul Warburg et d'autres banquiers éminents pour tenir les rênes du nouveau système. Cependant, les précautions adoptées pour permettre une décentralisation du pouvoir furent rapidement remises en cause par le poids démesuré des milieux d'affaires new-yorkais, lesquels dominèrent le système de centralisation bancaire en vertu du principe primus inter pares. La banque centrale effectua ses premières opérations en 1915 et joua un rôle important dans le financement de l'effort de guerre des Alliés durant la Première Guerre mondiale.

#### Lois antitrust

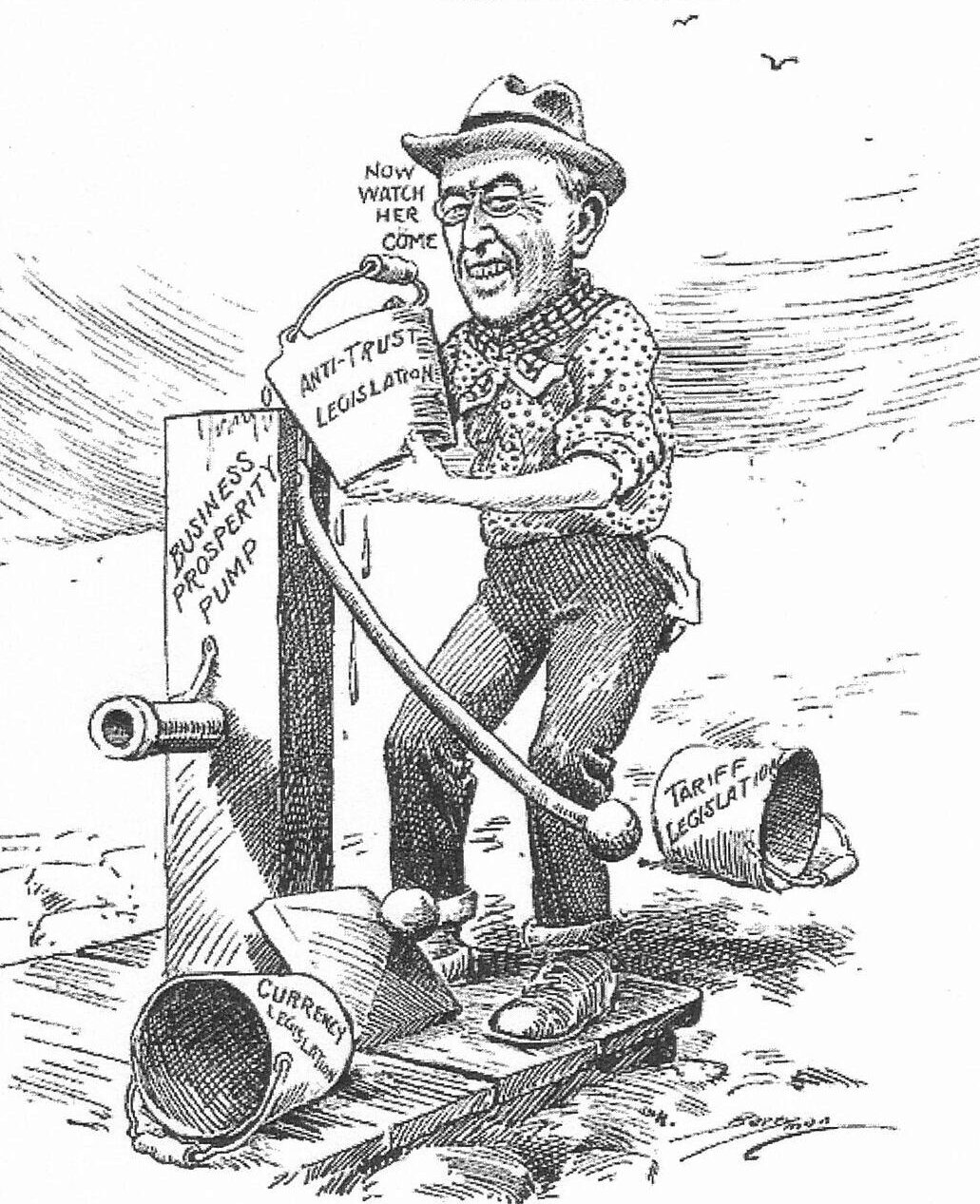
Wilson amorçant la pompe économique avec des lois tarifaires, monétaires et antitrust (caricature de 1913).

Un autre élément important du programme de Wilson était l'adoption d'une législation antitrust destinée à remplacer le Sherman Antitrust Act de 1890. Ce dernier, qui prohibait tout « contrat, combinaison… ou conspiration visant à entraver le commerce », s'était révélé insuffisant pour contrer l'essor des monopoles. Malgré l'intensification des procédures antitrust intentées par le département de la Justice sous les précédentes administrations de Roosevelt et de Taft, nombre de progressistes réclamaient une législation plus contraignante pour lutter contre la concentration des entreprises. Alors que Roosevelt croyait en l'existence de « bons » et de « mauvais trusts », en fonction de leurs répercussions sur l'économie au sens large, Wilson s'était déclaré favorable au démantèlement de tous les trusts lors de sa campagne de 1912. En décembre 1913, le président demanda au Congrès de voter une loi qui prévoyait l'interdiction d'un certain nombre de pratiques anticoncurrentielles. Un mois plus tard, en janvier 1914, il suggéra également aux parlementaires la mise en place d'une commission de commerce interétatique — baptisée la Federal Trade Commission (FTC) — dont la mission consisterait à superviser la dissolution des monopoles sans interférer dans le processus judiciaire.
Soutenu par Wilson, le représentant Henry Clayton, Jr. défendit un projet de loi qui interdisait diverses pratiques anticoncurrentielles telles que la discrimination par les prix, les ventes liées, les accords exclusifs et les directions imbriquées. Le projet de loi devait également permettre aux particuliers de déclencher des poursuites antitrust et de limiter le recours à la législation antimonopolistique envers les syndicats. Étant donné la difficulté de supprimer toutes les pratiques anti-concurrentielles par la seule voie législative, Wilson se prononça en faveur d'une loi qui accorderait à la FTC une plus grande marge de manœuvre pour enquêter sur les violations des réglementations antitrust et appliquer ces dernières indépendamment du département de la Justice. Le Federal Trade Commission Act de 1914, qui reprenaient les propositions de Wilson au sujet de la FTC, fut adopté par le Congrès avec un soutien bipartisan et ratifié par le président en septembre 1914. Un mois plus tard, Wilson promulgua le Clayton Antitrust Act qui, dans le prolongement du Sherman Antitrust Act, interdisait des pratiques jugées contraires au droit de la concurrence,.

#### Répercussions de la Première Guerre mondiale sur le front intérieur
L'entrée des États-Unis dans le premier conflit mondial en avril 1917 poussa Wilson à assumer ses responsabilités de commandant en chef. Le Bureau des industries de guerre (War Industries Board), dirigé par Bernard Baruch, fut créé pour orchestrer la fabrication américaine de matériel militaire. Le futur président Herbert Hoover fut nommé à la tête de l'Administration pour l'alimentation tandis que l'administration fédérale pour le carburant, sous la conduite d'Henry Garfield, introduisit le passage à l'heure d'été et rationna les approvisionnements en combustible. En outre, William McAdoo fut chargé des campagnes de souscription pour l'achat de bons du Trésor et Vance McCormick eut pour mission de coordonner les efforts du Bureau de commerce en temps de guerre (War Trade Board). Tous ces hommes, surnommés collectivement le « cabinet de guerre », se réunissaient une fois par semaine avec Wilson à la Maison-Blanche. Fortement accaparé par la politique étrangère dans le contexte de la Première Guerre mondiale, Wilson délégua en grande partie la gestion du front intérieur à ses subordonnés.
La plupart des syndicats, dont l'AFL et les fraternités de cheminots, soutinrent l'effort de guerre et furent récompensés en retour par une hausse des salaires et un accès plus direct au président. Les effectifs des syndicats augmentèrent par ailleurs de façon phénoménale pendant le conflit et les épisodes de grève furent rares. Wilson créa le Bureau national du travail en temps de guerre (National War Labor Board ou NWLB) pour arbitrer les conflits du travail en période d'engagement militaire du pays, mais l'organisation tarda à se mettre en place et les arbitrages furent rendus le plus souvent par le département du Travail. Le président n'en continua pas moins d'encourager la conciliation et le dialogue aussi bien chez les travailleurs qu'auprès du patronat. Un des exemples les plus spectaculaires de cette reprise en main de l'économie par la puissance publique se produisit lorsque l'entreprise Smith & Wesson, qui avait refusé de se soumettre à une décision du NWLB, fut saisie par le département de la Guerre et ses employés contraints de retourner au travail.

### Démobilisation et «peur rouge»
Dans les mois qui suivirent la fin de la Première Guerre mondiale, l'implication de Wilson dans la politique intérieure du pays fut obérée par sa focalisation sur le traité de Versailles et l'hostilité d'un Congrès à majorité républicaine, avant de disparaître tout à fait à la suite de son attaque cérébrale d'octobre 1919. Un projet de création d'une commission destinée à superviser le démantèlement de l'« économie de guerre » fut abandonné compte tenu du fait que les républicains étaient en mesure de bloquer les nominations des individus nommés au sein de cette commission. À la place, Wilson plaida en faveur d'une prompte suppression des bureaux et organismes de régulation hérités de la période de la guerre. Alors que McAdoo et d'autres responsables politiques souhaitaient accroître les prérogatives du gouvernement dans le domaine ferroviaire par le truchement de l'United States Railroad Administration, les chemins de fer repassèrent aux mains du secteur privé à la suite de l'adoption par le Congrès de la loi Esch-Cummins de 1920.

### Droits civiques

#### Ségrégation dans la fonction publique
Pour l'historien Kendrick Clements, « Wilson n'était pas un raciste primaire et empli de haine comme pouvaient l'être James K. Vardaman ou Benjamin R. Tillman, mais il était insensible aux sentiments et aux aspirations des Afro-Américains ». La ségrégation dans la fonction publique et la discrimination raciale à l'embauche avaient été instaurées par Theodore Roosevelt et poursuivies par son successeur William Howard Taft, mais l'administration Wilson accéléra le processus. Alors que Wilson n'était en fonction que depuis un mois, le ministre des Postes Albert S. Burleson aborda la question de la ségrégation au travail lors d'une réunion du cabinet et exhorta le président à généraliser cette pratique aux toilettes, cafétérias et bureaux des services gouvernementaux. Le secrétaire au Trésor William G. McAdoo fut l'un des premiers à instaurer une séparation claire entre employés noirs et employés blancs au sein de son département. Si Wilson ne promulgua aucun décret au sujet de la ségrégation, celle-ci était en vigueur dans la plupart des ministères, y compris celui de la Marine, dès la fin de l'année 1913. Ce fut également sous le mandat de Wilson que le gouvernement se mit à réclamer des photos de tous ceux qui souhaitaient postuler à un emploi fédéral.
Ross Kennedy souligne que le soutien de Wilson à la ségrégation s'inscrivait dans l'opinion majoritaire du temps. Les pratiques discriminatoires des instances fédérales ne passèrent toutefois pas inaperçus auprès d'une partie de la population noire et blanche, qui exprima son indignation dans des lettres adressées directement à la Maison-Blanche, lors de rassemblements populaires, dans les journaux ou encore par le biais de déclarations officielles faites par des groupes religieux. Les électeurs afro-américains de Wilson, dont beaucoup votaient traditionnellement pour le Parti républicain et avaient placé, une fois n'est pas coutume, leurs espoirs dans le champion démocrate, s'élevèrent contre les réformes ségrégationnistes du président, lesquelles ne faisaient pas non plus l'unanimité chez les dirigeants nordistes. Dans une lettre de juillet 1913 écrite en réponse à Oswald Garrison Villard, rédacteur en chef du New York Evening Post et membre fondateur de la NAACP, Wilson défendit les méthodes de son administration en affirmant que la ségrégation permettait d'éviter les « frictions » entre les races.

#### Ségrégation au sein de l'armée
La ségrégation était déjà présente dans l'armée avant l'arrivée au pouvoir de Wilson, mais son importance s'accrut fortement sous son mandat. Durant les quatre premières années de sa présidence, l'armée de terre et la marine refusèrent d'incorporer des officiers noirs, tandis que ceux qui avaient la possibilité de servir subissaient des discriminations et étaient souvent chassés ou renvoyés pour des motifs douteux. De 1917 à 1918, le département de la Guerre recruta toutefois plusieurs centaines de milliers de soldats noirs qui perçurent une solde équivalente à celle de leurs camarades blancs. La présence d'officiers afro-américains fut de nouveau tolérée, mais la ségrégation ne disparut pas pour autant et la plupart des unités noires étaient commandées par des officiers blancs.
Contrairement aux forces terrestres, l'U.S. Navy n'avait jamais formellement pratiqué la ségrégation. Les choses changèrent avec la nomination de Josephus Daniels au poste de secrétaire à la Marine. Ce dernier se dépêcha d'instaurer des lois Jim Crow à bord des navires ainsi que dans les équipements de formation, les restaurants et les cafétérias. Tandis que les matelots blancs virent leur entraînement et leurs perspectives d'avancement s'améliorer, les marins afro-américains furent presque systématiquement assignés à des tâches routinières ou employés comme domestiques pour les officiers blancs.

#### Émeutes raciales et lynchages

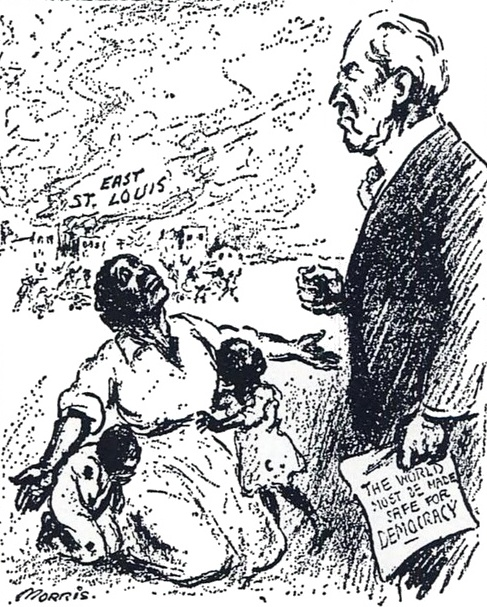
Dessin de William Charles Morris pour le New York Evening Post au sujet de l'émeute d'East Saint Louis de 1917. La légende de l'image indique : « Monsieur le Président, pourquoi ne pas rendre l'Amérique sûre pour la démocratie ? » en référence au message de guerre de Wilson « Le monde doit devenir sûr pour la démocratie ».

La grande migration afro-américaine hors des États du Sud s'intensifia en 1917 et 1918. Dans les villes dédiées à l'économie de guerre, les nouveaux arrivants avaient beaucoup de mal à se loger et des émeutes raciales éclatèrent. La pire d'entre elles se produisit à East Saint Louis en juillet 1917 et coûta la vie à 29 Noirs et 9 Blancs, en plus de dégâts matériels estimés à 1,4 million de dollars. Wilson demanda au procureur général Thomas Watt Gregory si le gouvernement fédéral pouvait faire quelque chose pour « enrayer ces outrages honteux » ; cependant, sur les conseils de Gregory, le président ne fit rien pour juguler les débordements.
Sous la présidence de Wilson, les lynchages de Noirs étaient monnaie courante dans le Sud, à raison d'environ un par semaine. Après s'être entretenu avec le représentant de la communauté afro-américaine Robert Moton, Wilson dénonça publiquement la pratique du lynchage. Il pressa ainsi les gouverneurs ainsi que les forces de l'ordre d'« éradiquer ce mal honteux » que constituaient les foules qui se livraient à ce genre de violences et dont l'existence même représentait, à ses yeux, une négation de la liberté et de la justice. Il affirma en outre : « je dis clairement que tout Américain qui prend part à l'action de la foule ou contribue à son expression n'est pas un vrai fils de cette grande démocratie mais son traître, et […] discrédite cette dernière par cette seule déloyauté envers ses normes de loi et de droits ».
En 1919, une série d'émeutes raciales enflamma Washington, D.C., Chicago, Omaha, Elaine et plus d'une vingtaine d'autres villes à travers le pays. À la demande des gouverneurs des États, le ministère de la Guerre dépêcha l'armée fédérale aux endroits les plus durement touchés mais Wilson se désintéressa de la crise,.

## Politique étrangère

### Idéalisme

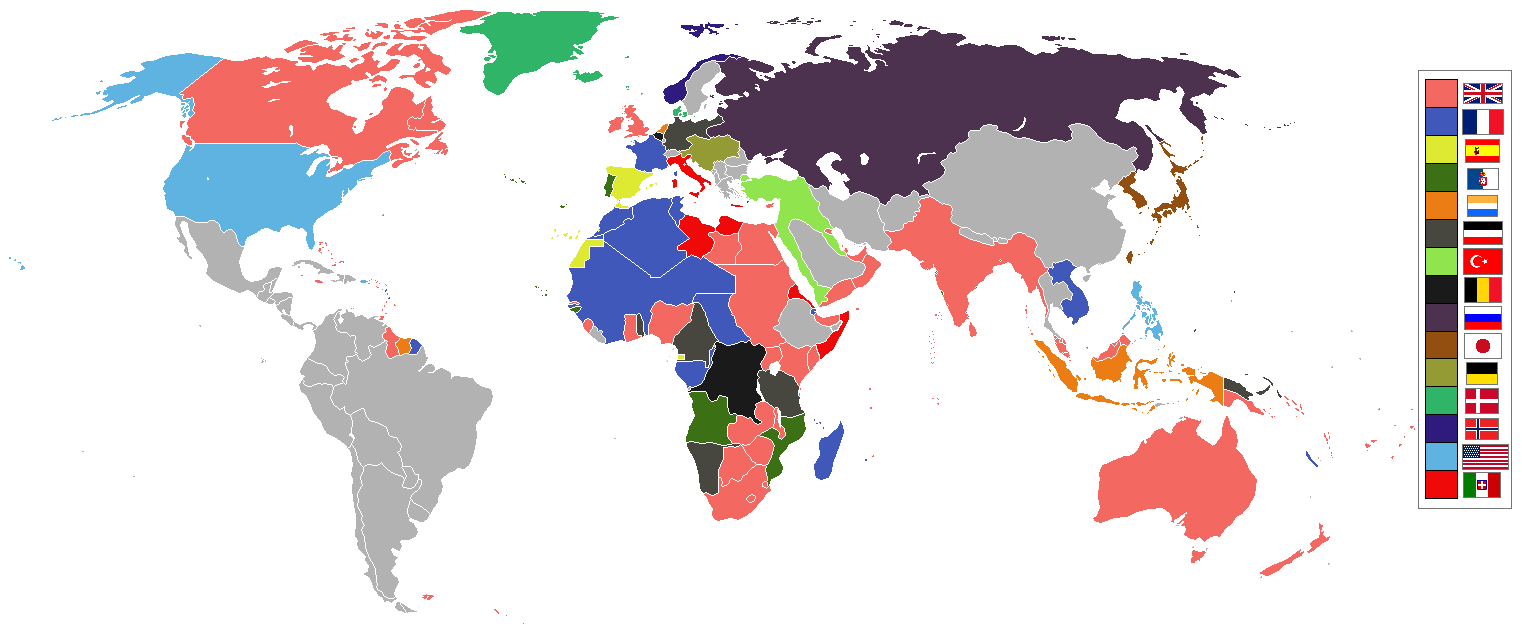
Carte des grandes puissances et de certaines nations mineures en 1914.

La politique étrangère de Wilson reposait sur une approche idéaliste de l'internationalisme libéral qui contrastait nettement avec le nationalisme conservateur et réaliste de Taft, de Roosevelt et de McKinley. Depuis 1900, les démocrates, selon l'historien Arthur S. Link, « avaient systématiquement condamné le recours au militarisme, à l’impérialisme et à l’interventionnisme en politique étrangère. Au lieu de cela, ils préconisaient une implication dans les affaires du monde selon des principes libéraux et internationalistes. La nomination par Wilson de William Jennings Bryan en tant que secrétaire d'État marqua un nouveau départ, car Bryan était depuis longtemps le principal opposant à l'impérialisme et au militarisme, et un pionnier du mouvement mondial pour la paix ».
Bryan prit l’initiative de demander à 40 pays possédant une ambassade à Washington de signer des traités d’arbitrage bilatéraux. En vertu de ces traités, tout contentieux de quelque nature que ce soit avec les États-Unis donnerait lieu à une période de réflexion d'un an avant d'être soumis à une commission internationale pour arbitrage. Trente pays acceptèrent de signer mais la proposition de Bryan fut rejetée par le Mexique et la Colombie (qui avaient des griefs à l'encontre de Washington) ainsi que par le Japon, l'Allemagne, l'Autriche-Hongrie et l'Empire ottoman. En outre, certains diplomates européens ratifièrent les traités mais sans leur accorder la moindre importance. 
L'historien George C. Herring affirme que l'idéalisme de Wilson était sincère mais qu'il comportait de nombreuses limites :

« Les aspirations sincères et profondes de Wilson à la construction d'un monde meilleur souffraient d'un certain aveuglement culturel. Il manquait d'expérience en diplomatie et, par là, d'une conscience de ses limites. Il n'avait pas beaucoup voyagé en dehors des États-Unis et sa connaissance des autres peuples et des autres cultures se limitait à la Grande-Bretagne, qu'il admirait grandement. Il avait du mal à comprendre, particulièrement au début de son mandat, que des efforts bien intentionnés visant à diffuser les valeurs américaines puissent être considérés au mieux comme une ingérence, au pire comme une contrainte. Sa vision était encore obscurcie par le terrible fardeau du racisme, courant chez les élites de sa génération, qui limitait sa capacité à comprendre et à respecter des personnes de couleurs différentes. Surtout, il était aveuglé par sa foi dans la bonté et ce qu'il croyait être la destinée de l'Amérique. »

### Amérique latine
Wilson chercha à se rapprocher des pays d'Amérique latine en plaidant pour la création d'une organisation panaméricaine chargée d'arbitrer les différends internationaux. Il négocia un traité avec la Colombie dans lequel le gouvernement américain s'engageait à verser une indemnité aux Colombiens pour la sécession du Panama, à laquelle les États-Unis avaient fortement contribué, mais cet accord fut rejeté par le Sénat. En dépit de cet échec, Wilson continua d'intervenir fréquemment dans les affaires latino-américaines. En 1913, il déclara notamment : « je vais apprendre aux républiques sud-américaines à élire des hommes de valeur ». En 1916, il envoya des troupes en République dominicaine, alors sous protectorat américain depuis la présidence de Theodore Roosevelt mais qui était en proie à une instabilité politique. L'occupation se prolongea jusqu'en 1924. En 1915, les États-Unis intervinrent en Haïti où le gouvernement haïtien venait d'être renversé par une rébellion et occupèrent l'île jusqu'en 1919. L'objectif principal de ces interventions était de favoriser l'émergence de régimes démocratiques mais rien de tel ne se produisit. Wilson ordonna dans le même temps des interventions militaires à Cuba, au Panama et au Honduras. Par ailleurs, le traité Bryan-Chamorro de 1914 transforma le Nicaragua en protectorat des États-Unis, et des soldats américains stationnèrent dans ce pays tout au long de la présidence de Wilson.
L'année 1914 vit aussi l'entrée en service du canal de Panama, qui permettait aux navires circulant dans l'océan Atlantique de rejoindre rapidement l'océan Pacifique et inversement. L'existence de ce passage ouvrait des possibilités nouvelles aux navires de commerce ainsi qu'aux marines de guerre qui avaient dorénavant la possibilité de transférer rapidement des vaisseaux d'un océan à l'autre. En 1916, l'administration Wilson déboursa 25 millions de dollars pour l'acquisition des îles Vierges qui appartenaient jusqu'alors au Danemark.

### Révolution mexicaine
Wilson entra en fonction trois ans après le déclenchement de la révolution mexicaine, qui avait débuté en 1911 lorsque les libéraux avaient renversé la dictature militaire de Porfirio Díaz. Peu avant l'investiture de Wilson, les conservateurs avaient repris le pouvoir à la suite d'un coup d'État dirigé par Victoriano Huerta. Wilson rejeta la légitimité de Huerta et de son « gouvernement de bouchers » et il demanda aux autorités mexicaines d'organiser des élections démocratiques. La posture inédite de Wilson signifiait que le régime de Huerta n'avait aucune reconnaissance à attendre de la part des États-Unis et que ses perspectives de mettre en place un gouvernement stable étaient condamnées par avance. Après l'arrestation de marins américains qui avaient débarqué accidentellement dans une zone réglementée près de la ville portuaire de Tampico, au nord du pays, Wilson dépêcha la flotte américaine pour occuper la ville mexicaine de Veracruz. Devant l'indignation provoquée par ce coup de force, Wilson décida de ne pas poursuivre l'intervention militaire mais cela fut suffisant pour convaincre Huerta de fuir le pays. Un groupe de révolutionnaires dirigé par Venustiano Carranza s'empara alors de la majeure partie du Mexique et Wilson reconnut le régime établi par Carranza en octobre 1915.

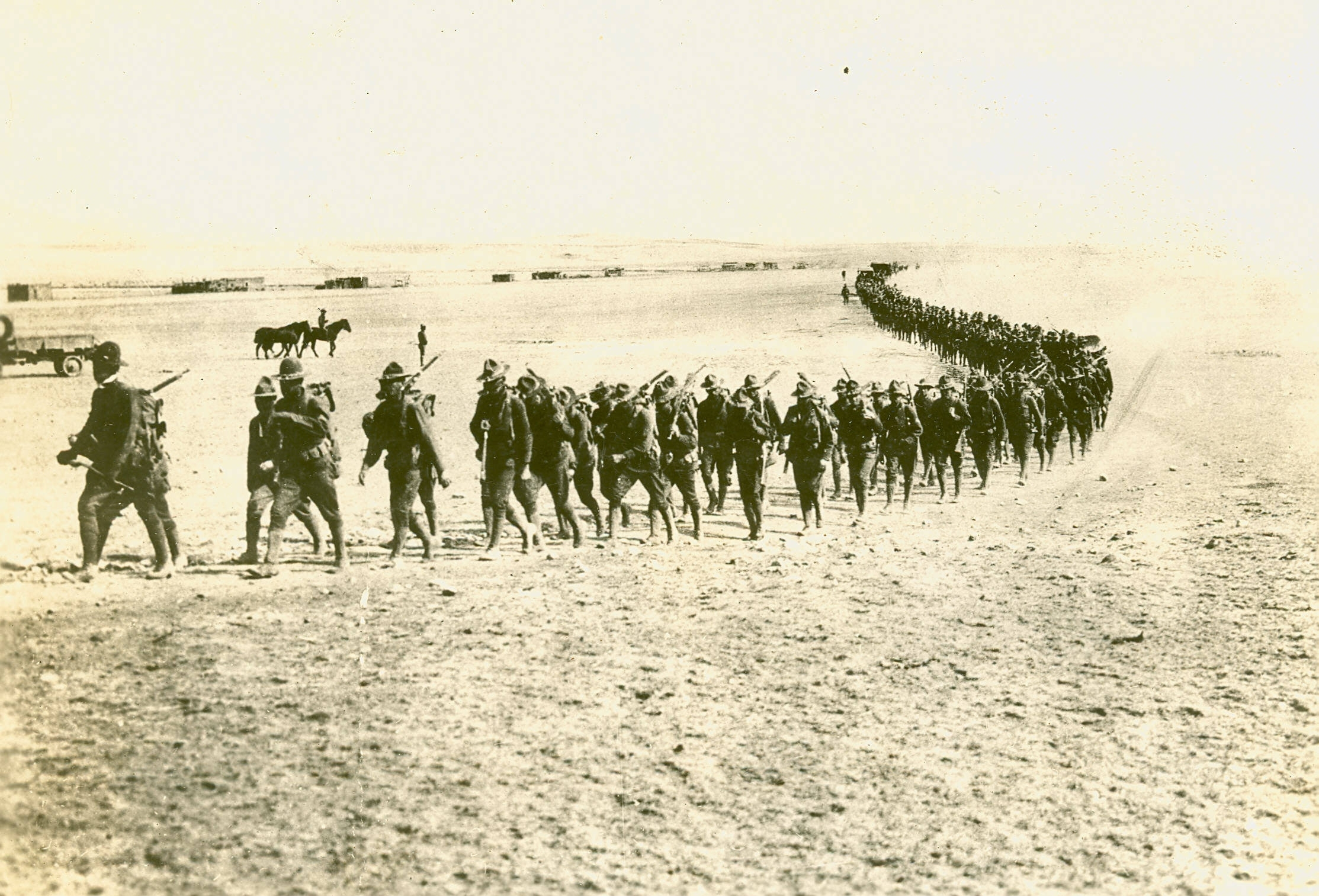
Colonne de soldats américains en marche au sud de Columbus, dans l'État du Nouveau-Mexique, en 1916.

Carranza était cependant contesté au Mexique par divers opposants, parmi lesquels Pancho Villa que Wilson avait jadis décrit comme « une sorte de Robin des Bois ». Au début de l'année 1916, Pancho Villa effectua un raid dans une ville américaine du Nouveau-Mexique, tuant ou blessant plusieurs dizaines d'Américains, ce qui suscita une émotion considérable à travers le pays. Wilson chargea le général John J. Pershing de traverser la frontière avec 4 000 soldats et de capturer Villa. En avril, les forces de Pershing étaient parvenues à battre et à disperser les bandes de Villa, mais ce dernier restait insaisissable et Pershing se lança à sa poursuite à travers le Mexique. Carranza se retourna alors contre les Américains et désapprouva l'expédition punitive menée contre Villa. Un affrontement avec la foule à Parral le 12 avril fit deux morts et six blessés chez les Américains et plusieurs centaines de victimes mexicaines. D'autres incidents firent craindre une déclaration de guerre vers la fin du mois de juin lorsque Wilson exigea la libération immédiate des soldats américains capturés. Après la libération de ceux-ci, la tension retomba et des négociations bilatérales furent engagées pour désamorcer les antagonismes. Désireux de se retirer rapidement du Mexique à cause de l'engagement des États-Unis dans la Première Guerre mondiale, Wilson ordonna à Pershing de repasser la frontière, et les derniers soldats américains quittèrent le territoire mexicain en février 1917. Selon l'historien Arthur S. Link, la bonne gestion de l'intervention américaine au Mexique par Carranza permit au pays de poursuivre sa transformation politique sans subir de pression de la part des États-Unis,. Le conflit procura également à l'armée américaine une certaine expérience du combat et fit de Pershing un héros national.

### Neutralité dans la Première Guerre mondiale

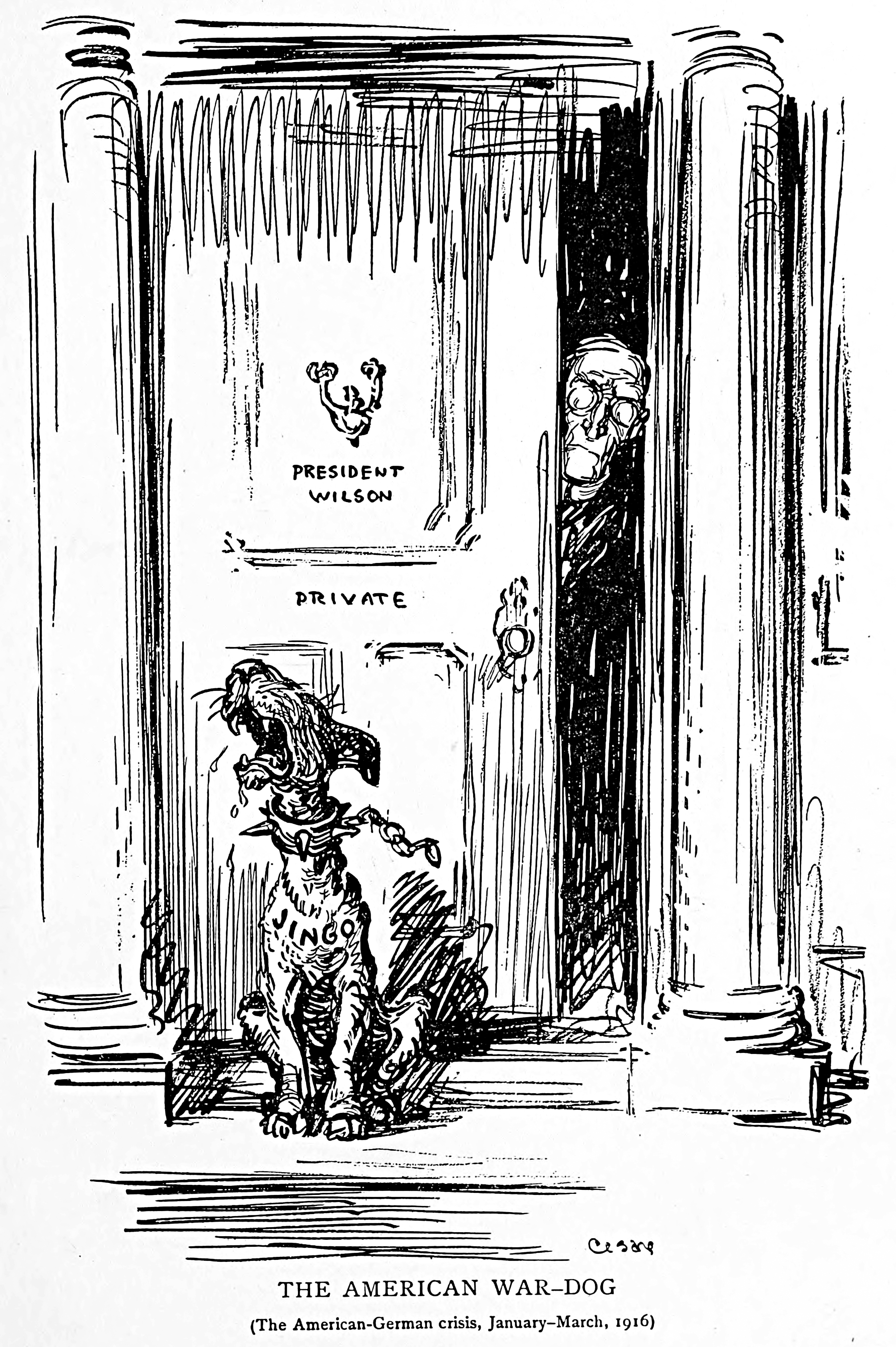
Caricature de 1916 représentant Wilson et « Jingo », le chien de guerre américain. Le dessin tourne en dérision les chauvins (jingoes) réclamant la guerre à tout prix.

La Première Guerre mondiale éclata en juillet 1914 entre le camp des « puissances centrales » (Allemagne, Autriche-Hongrie, Empire ottoman, Bulgarie) et celui des « puissances alliées » (Royaume-Uni, France, Russie, …). Les armées allemandes pénétrèrent sur le territoire français mais furent stoppées au mois de septembre lors de la bataille de la Marne ; le conflit se transforma alors en une longue et coûteuse impasse. De 1914 jusqu'au début de l'année 1917, le principal objectif de la politique extérieure de Wilson fut de maintenir les États-Unis en dehors de la guerre. Le président intima à son gouvernement d'agir de façon neutre envers les pays européens, position que ces derniers étaient tenus de respecter conformément aux règles du droit international. Peu après le début des hostilités, Wilson déclara au Sénat que les États-Unis « doivent être impartiaux dans l'esprit aussi bien que dans les actes, ne doivent pas se laisser déborder par nos sentiments et refuser toute transaction pouvant être interprétée comme l'expression d'une préférence envers un parti au détriment de l'autre ». La formulation était ambigüe car elle ne précisait pas si Wilson désignait les États-Unis en tant que nation ou tous les Américains en tant qu'individus. Wilson n'en était pas moins déterminé à faire respecter la neutralité de son pays mais, s'il ne remettait pas en question la complexité des événements ayant précipité le déclenchement de la guerre, il considérait personnellement que les États-Unis avaient bien plus en commun avec les Alliés qu'avec les puissances centrales.
Wilson et son conseiller en politique étrangère, Edward House, souhaitaient placer les États-Unis en position de médiateur dans le conflit, mais les dirigeants européens rejetèrent les offres de paix formulées par House. Sur les instances du secrétaire d'État Bryan, Wilson incita les entreprises américaines à ne plus accorder de prêts aux belligérants. Ce choix n'entraîna pas de graves conséquences pour les puissances centrales mais fut en revanche durement ressenti par les Alliés, qui étaient très dépendants des importations américaines. L'administration finit par assouplir sa politique sur les prêts en octobre 1914 avant d'y mettre fin totalement en octobre 1915 par crainte de répercussions négatives sur l'économie nationale. Les États-Unis avaient initialement l'intention de poursuivre leurs échanges commerciaux avec les Alliés et les puissances centrales, mais le blocus de l'Allemagne par la flotte britannique obligea Wilson, après quelques négociations, à s'aligner sur la position de Londres. Les États-Unis ne commerçaient que relativement peu avec les puissances centrales et le président américain n'était pas du tout enclin à se disputer avec le Royaume-Uni pour des motifs commerciaux. Les Britanniques rendirent également le blocus plus acceptable aux yeux des dirigeants américains en achetant les marchandises interceptées plutôt qu'en les saisissant sans compensation. Pour bon nombre d'Allemands, il devenait toutefois de plus en plus clair que la persistance du commerce américain avec les Alliés contrevenait au principe de neutralité.

#### Accroissement des tensions
En réaction au blocus britannique, les Allemands lancèrent une campagne sous-marine contre les navires marchands circulant dans les eaux limitrophes des Îles britanniques. Wilson protesta vigoureusement contre cette décision qui affectait davantage le commerce américain que le blocus instauré par Londres. En mars 1915, le vapeur de commerce britannique Falaba fut coulé par un sous-marin allemand, provoquant la mort de 111 passagers dont un Américain. À la même époque, un bateau américain, le Cushing, fut touché par un obus allemand tandis qu'un navire-citerne battant pavillon des États-Unis, le Gulflight, fut torpillé par un U-Boot. Wilson était néanmoins convaincu, sur la base de témoignages crédibles, du caractère accidentel de ces deux derniers événements et estimait que les réclamations matérielles pouvaient attendre la fin de la guerre. 

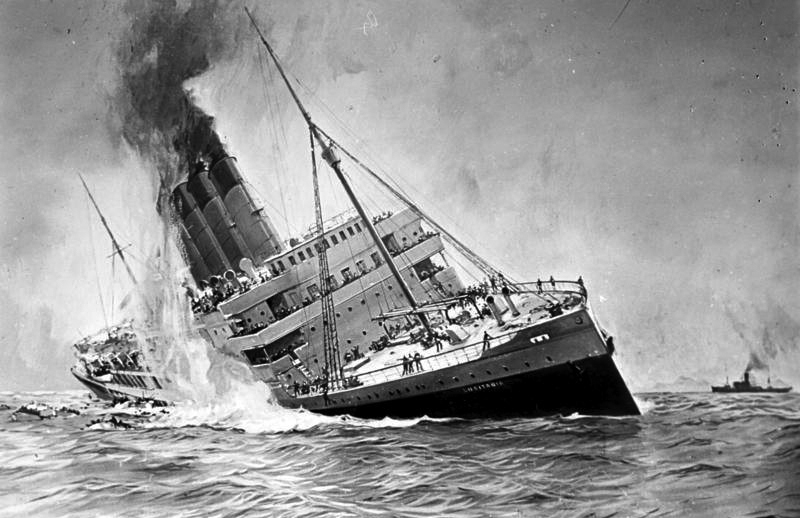
Naufrage du RMS Lusitania le 7 mai 1915.

La situation évolua brutalement avec le torpillage, par un sous-marin allemand, du paquebot britannique RMS Lusitania en mai 1915, qui fit plus d'un millier de morts parmi lesquels un grand nombre d'Américains. Écartant toute forme de rhétorique belliqueuse, Wilson se contenta dans un premier temps de réaffirmer la volonté de son pays de rester en dehors de la guerre : « il se trouve parfois un homme trop fier pour se battre. Il se trouve parfois une nation trop sûre de son bon droit pour ne pas en convaincre les autres par la force ». Il réalisa cependant très vite son erreur car sa déclaration suscita un torrent de critiques. Le président envoya alors une lettre de protestation à Berlin dans laquelle il demandait au gouvernement allemand de « prendre des mesures immédiates pour empêcher la répétition » d'incidents comparables au naufrage du Lusitania. Le secrétaire d'État Bryan, considérant que Wilson avait placé la défense des intérêts commerciaux américains au-dessus du maintien de la neutralité, démissionna du cabinet.
Le SS Arabic, un paquebot de la compagnie White Star Line, fut à son tour torpillé en août 1915, coûtant la vie à deux Américains. Les États-Unis pressèrent vivement l'Allemagne de condamner l'attaque sous peine de représailles diplomatiques ; Berlin annonça finalement qu'il consentait à prévenir les navires marchands désarmés avant toute action hostile. En mars 1916 pourtant, le Sussex, un traversier naviguant sous pavillon français, fut gravement endommagé dans la Manche ; quatre citoyens américains figuraient parmi les blessés. Cette agression de la part des Allemands constituait une violation des dispositions prises à la suite de la tragédie du Lusitania. Wilson fut acclamé lorsqu'il parvint à arracher au gouvernement allemand la promesse, en rupture complète des pratiques existantes, de soumettre la guerre sous-marine aux règles de la guerre de croiseurs, protocole que Berlin ne pouvait désavouer qu'en s'attirant de nouvelles foudres de l'administration américaine. De fait, en janvier 1917, l'Allemagne relança une guerre sous-marine à outrance contre les bateaux circulant dans les eaux britanniques. Les dirigeants du Reich, conscients que cette décision précipiterait l'entrée des États-Unis dans la guerre, avaient cependant bon espoir d'en finir avec les Alliés avant que la mobilisation américaine ne fût pleinement effective.

#### Préparatifs militaires
Le renforcement de l'armée de terre et de la marine devint un enjeu majeur au sein de l'opinion publique américaine,. De nouvelles organisations bénéficiant de moyens financiers importants, comme l’American Defense Society (ADS) ou la National Security League, multiplièrent les efforts pour convaincre la population de la nécessité de l'engagement des États-Unis dans le conflit aux côtés des Alliés,. L'un des plus célèbres partisans de l'interventionnisme était l'ancien président Theodore Roosevelt qui réclamait à grands cris la confrontation avec l'Allemagne et critiquait l'état d'impréparation de l'armée. La réticence de Wilson à engager des préparatifs militaires était en partie due à l'influence de la faction pacifiste au sein du Parti démocrate, avec Bryan en tant que chef de file. L'opposition à la guerre était très présente dans de nombreux milieux, à l'intérieur comme à l'extérieur du parti, en particulier chez les femmes, les églises protestantes, les syndicats et les démocrates sudistes, à l'instar de Claude Kitchin, président du puissant comité des voies et moyens de la Chambre des représentants. Le biographe de Wilson John Morton Blum écrit :

« Le silence prolongé de Wilson sur la question des préparatifs avait entraîné une telle propagation et un tel durcissement des attitudes hostiles à l'entrée en guerre au sein de son parti et à l'échelle du pays que, lorsqu'il s'exprima enfin sur le sujet, le Congrès n'était plus en mesure de convaincre le pays. »

À la suite du naufrage du Lusitania et de la démission de Bryan, Wilson opéra toutefois un revirement radical et affirma publiquement son intention d'accroître le potentiel des forces armées. Corseté par la tradition isolationniste chère aux États-Unis, Wilson pensait qu'une déclaration de guerre en bonne et due forme était nécessaire avant toute mobilisation militaire de masse, même si cela revenait à retarder l'arrivée des troupes américaines sur le continent européen. En outre, bon nombre de démocrates étaient opposés à l'idée d'un corps expéditionnaire et considéraient que l'envoi d'argent et de munitions était suffisant. Le président obtint plus facilement gain de cause pour son projet de réarmement naval avec l'adoption par le Congrès du Naval Expansion Act de 1916 qui approuvait la volonté des hauts responsables de la marine de disposer d'une flotte de haut rang ; cependant, les retombées opérationnelles de ce plan n'étaient pas attendues avant plusieurs années.

### Engagement des États-Unis dans la Première Guerre mondiale

#### Entrée dans la guerre
Au début de l'année 1917, l'ambassadeur d'Allemagne à Washington, Johann von Bernstorff, informa le secrétaire d'État Robert Lansing de la décision de son pays d'engager une guerre sous-marine à outrance. Fin février, la population américaine apprit l'existence du télégramme Zimmermann, une dépêche diplomatique secrète dans laquelle l'Allemagne demandait au Mexique de déclarer la guerre aux États-Unis. La réaction de Wilson — après consultation de son cabinet — fut d'ordonner la suspension des relations diplomatiques avec Berlin. Le président déclara : « nous sommes les amis sincères des Allemands et désirons profondément rester en paix avec eux. Nous ne les pensons pas hostiles à notre encontre à moins ou jusqu'à ce que nous soyons forcés de le croire ». Une série d'attaques contre des navires américains poussa Wilson à réunir son cabinet le 20 mars ; lors de cette réunion, tous ses ministres s'accordèrent sur le fait que l'heure était venue pour les États-Unis d'entrer en guerre. À la demande du président, le Congrès fut convoqué pour une session extraordinaire dont la date d'ouverture fut fixée au 2 avril.
L'année 1917 fut marquée par des bouleversements politiques majeurs survenus dans la lointaine Russie, avec le triomphe de la révolution de Février puis de la révolution d'Octobre. Ces événements modifièrent sensiblement le positionnement stratégique des États-Unis dans le conflit : le renversement du régime tsariste balaya en effet l'un des derniers obstacles sérieux à l'engagement américain auprès des Alliés, tandis que l'arrivée au pouvoir d'un régime bolchevik en novembre et les négociations menées en faveur d'un accord de paix soulagèrent fortement l'Allemagne sur son front oriental et permirent à cette dernière de relocaliser une grande partie de ses effectifs sur le front Ouest. L'arrivée des troupes américaines fut dès lors perçue comme vitale au sein du commandement allié en prévision des combats de 1918. Wilson, en partie grisé par ses démêlés antérieurs avec le Mexique, refusa dans un premier temps de participer à l'intervention contre le régime bolchevik, mais il se laissa finalement convaincre par les bénéfices potentiels de l'opération et accepta de dépêcher un petit contingent pour aider les troupes alliées dans ce secteur. 

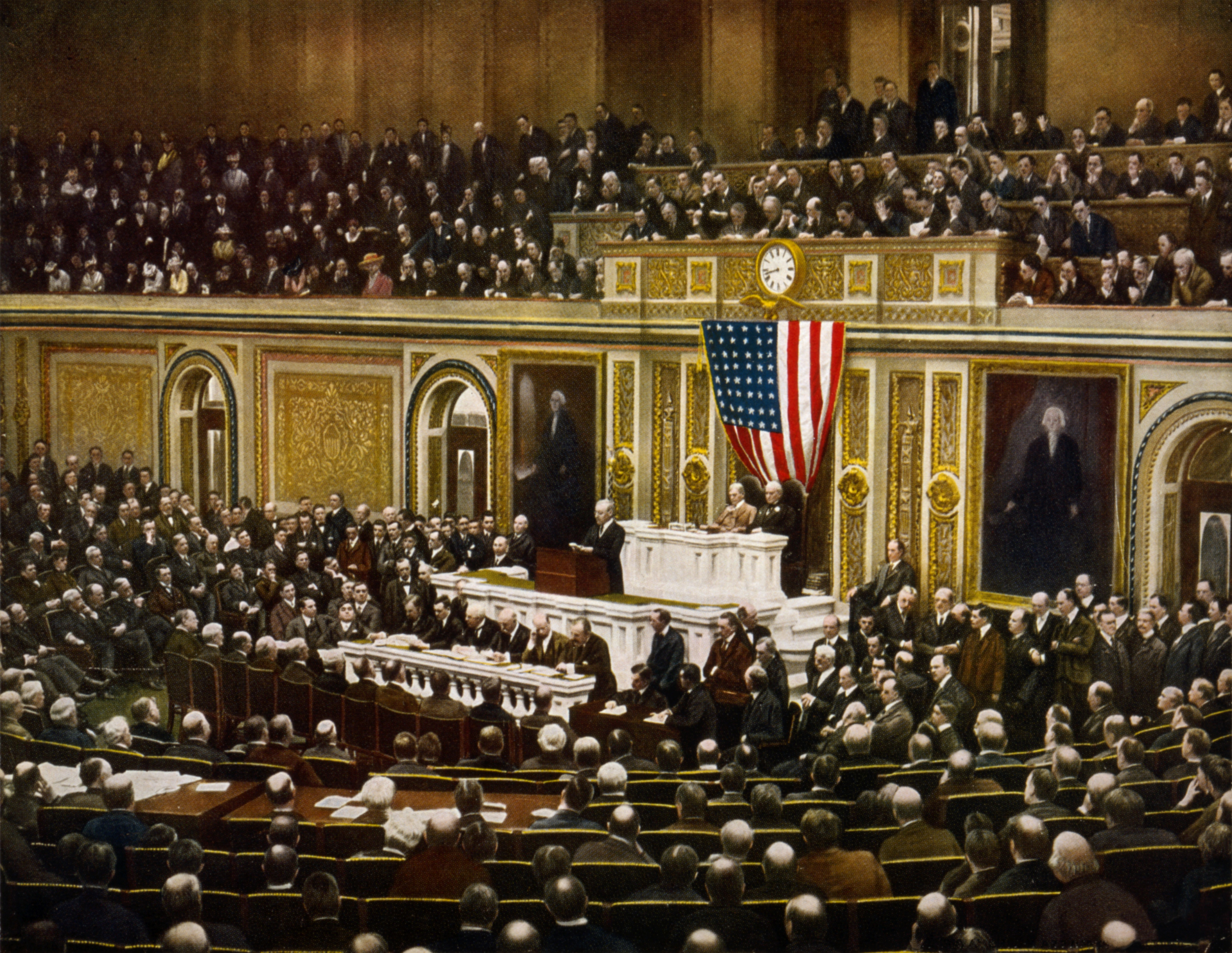
Le président Wilson demandant au Congrès de déclarer la guerre à l'Allemagne, le 2 avril 1917.

Le 2 avril 1917, Wilson demanda officiellement au Congrès de déclarer la guerre à l'Allemagne. Dans son discours, prononcé devant l'ensemble des parlementaires, il affirma que les Allemands étaient engagés dans « rien de moins qu'une guerre contre le gouvernement et le peuple des États-Unis » et réclama des mesures immédiates comme l'instauration de la conscription, une hausse des impôts pour subvenir aux dépenses militaires, l'accord de prêts aux gouvernements des puissances alliées et l'accroissement de la production industrielle et agricole. La déclaration de guerre fut votée le 6 avril 1917 à la Chambre des représentants et au Sénat par de fortes majorités bipartisanes, malgré l'opposition de « bastions ethniques » composés en grande partie d'immigrés allemands ainsi que de certaines zones rurales du Sud. Les États-Unis déclarèrent également la guerre à l'Autriche-Hongrie en décembre 1917. Cependant, plutôt que de signer un traité d'alliance formel avec le Royaume-Uni et la France, Washington entra dans le conflit en tant que puissance « associée », ce qui n'empêcha pas la coopération militaire de fonctionner notamment par le biais du Conseil suprême de Guerre basé à Londres. 
Les généraux Frederick Funston et Leonard Wood furent pressentis pour commander le corps expéditionnaire américain en Europe, mais Funston mourut quelques semaines avant l'entrée en guerre des États-Unis et Wilson n'avait aucune confiance en Wood, qui était un allié proche de Theodore Roosevelt. Le président finit par jeter son dévolu sur le général John J. Pershing, qui avait dirigé l'expédition contre Pancho Villa au Mexique. L'administration délégua à Pershing toute latitude en matière de décisions stratégiques, tactiques et — dans une certaine mesure — diplomatiques. Les échanges entre le président Wilson et le gouvernement britannique se faisaient principalement par l'intermédiaire du « colonel » Edward House, dont les renseignements en provenance d'Angleterre lui étaient en grande partie fournis par un attaché naval britannique, William Wiseman. Le travail accompli par les deux hommes rendit de précieux services aux Alliés en contribuant à établir une relation de bonne entente entre leurs gouvernements respectifs. House représenta également les États-Unis au Conseil suprême de Guerre.

#### Discours des « quatorze points »
Anticipant la conclusion des hostilités en Europe, Wilson défendit l'idée d'une « paix commune et organisée » qui empêcherait l'éclatement de futurs conflits. Cette vision était loin d'être partagée sur le Vieux Continent, non seulement chez les puissances centrales mais aussi par les Alliés qui espéraient, à des degrés divers, obtenir des concessions de la part de leurs adversaires et réfutaient l'idée d'une paix trop contraignante à leur égard. Le président américain mit en place un groupe de travail secret (The Inquiry), sous la responsabilité du colonel House, afin de préparer les négociations d'après-guerre. 
Les principales idées avancées par la commission furent reprises par Wilson dans son discours des « quatorze points », prononcé devant le Congrès le 8 janvier 1918. À la fois énonciation des objectifs de long terme visés par les États-Unis et déclaration d'intention inédite à destination des autres belligérants, le discours — rédigé en grande partie par Walter Lippmann — projeta les conceptions progressistes de Wilson sur la scène internationale. Les six premiers points traitaient de la diplomatie, de la liberté des mers et du règlement des contentieux relatifs aux colonies, tandis que le reste de la déclaration abordait l'épineuse question des enjeux territoriaux. Le dernier point concernait la création d'une Société des Nations (SDN), destinée à garantir l'indépendance et l'intégrité des nations sur l'ensemble du globe. Le discours fut traduit en plusieurs langues afin de permettre sa diffusion dans le monde entier.
En dehors des considérations sur l'après-guerre, la formulation des quatorze points de Wilson était motivée par plusieurs facteurs. En premier lieu, Wilson ne se prononça pas en faveur du démantèlement complet des Empires ottoman et austro-hongrois. En offrant à ces nations, ainsi qu'à l'Allemagne, une paix à caractère non-punitif, le président américain souhaitait précipiter l'ouverture des négociations en vue de mettre fin à la guerre. Les déclarations progressistes de Wilson étaient également destinées à stimuler les pacifistes et les individus lassés du conflit au sein des pays alliés, y compris les États-Unis. Enfin, le locataire de la Maison-Blanche espérait convaincre les Russes de reprendre la guerre contre les puissances centrales, même s'il échoua dans ce but.

### Déploiement des troupes américaines en France
Une fois actée l'entrée en guerre des États-Unis, Wilson et son ministre de la Guerre Newton D. Baker augmentèrent considérablement les effectifs de l'armée, avec pour objectif la création d'une force régulière de 300 000 hommes, d'une garde nationale de 440 000 hommes et d'un contingent de conscrits (baptisé l'« Armée nationale ») de 500 000 hommes. En dépit des résistances à cette pratique et au déploiement de soldats américains à l'étranger, l'instauration de la conscription (Selective Service Act of 1917) fut approuvée à de larges majorités dans les deux chambres du Congrès. Afin de ne pas voir se reproduire les émeutes suscitées par l'enrôlement obligatoire au cours de la guerre de Sécession, la loi mettait en place des bureaux locaux de recrutement chargés de déterminer les individus bons pour le service. Au total, près de trois millions d'hommes furent appelés sous les drapeaux durant la guerre. La marine fut également renforcée de manière substantielle et, sur les instances de l'amiral William Sims, se concentra sur la fabrication de navires anti-sous-marins. L'apport américain et la généralisation de la tactique des convois furent bénéfiques au commerce maritime des Alliés dont les pertes diminuèrent fortement.

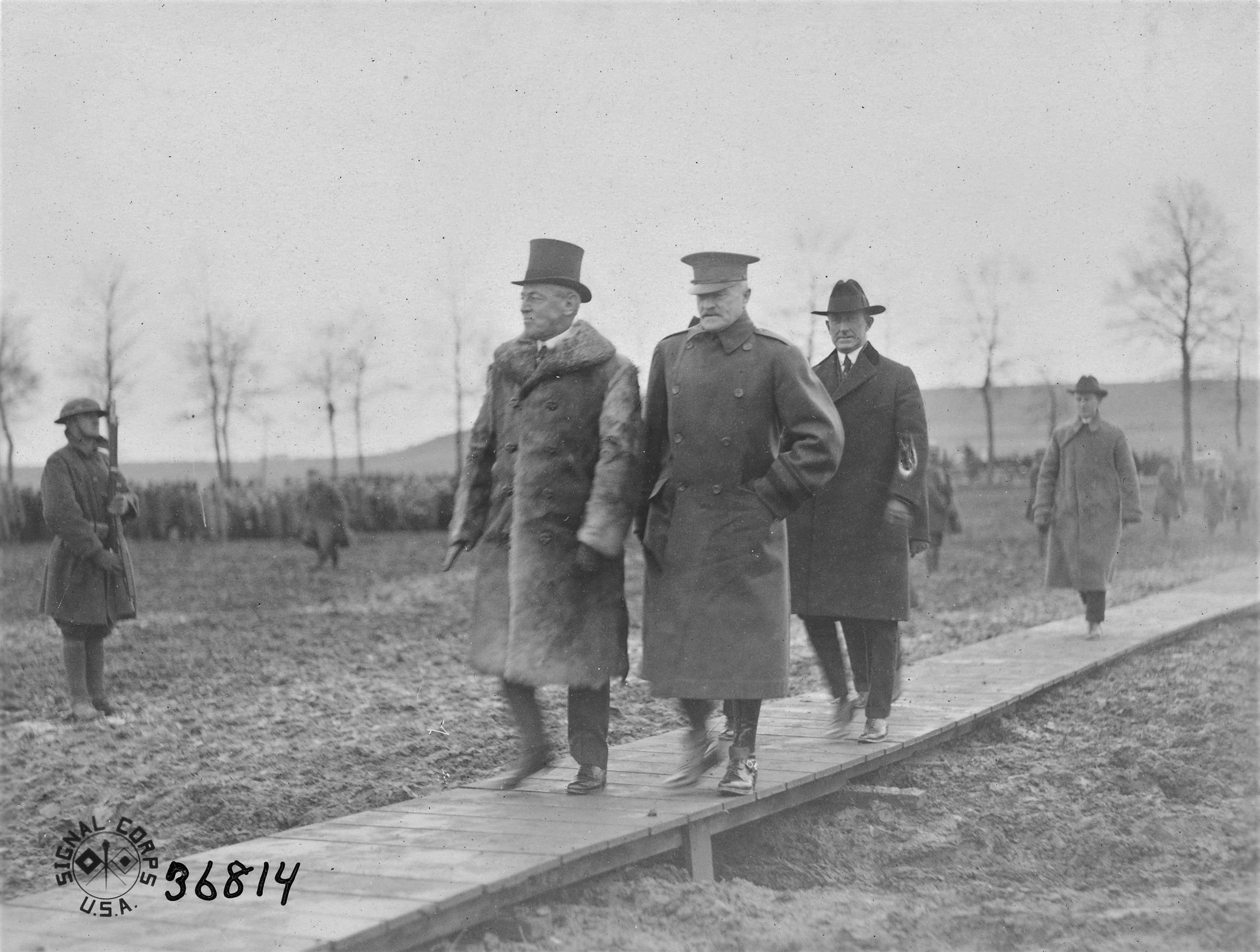
Le président Wilson (au premier plan, à gauche) et le général Pershing lors d'une revue du corps expéditionnaire américain à Langres, en Haute-Marne, le 25 décembre 1918.

Les premiers éléments du corps expéditionnaire américain débarquèrent en France en juin 1917. D'emblée, Wilson et Pershing refusèrent d'intégrer les doughboys dans les unités alliées existantes, comme le leur demandaient les Français et les Britanniques. Cette décision permit aux États-Unis de conserver une certaine autonomie mais nécessita dans le même temps la mise en place d'une organisation spécifique ainsi que de nouvelles lignes de ravitaillement. Alors que les effectifs déployés en Europe sous les ordres de Pershing n'étaient que de 175 000 hommes à la fin de l'année 1917, le rythme s'accéléra et, à l'été 1918, 10 000 militaires américains débarquaient chaque jour sur le Vieux Continent. La Russie s'étant retirée du conflit à la suite du traité de Brest-Litovsk en mars 1918, Berlin rapatria en urgence ses divisions du front de l'Est sur le front occidental. Au printemps, l'armée allemande déclencha une offensive qui infligea de lourdes pertes aux Alliés sans parvenir pour autant à rompre leurs lignes. Au mois d'août, ce fut au tour des Alliés de lancer l'offensive des Cent-Jours, à laquelle les forces allemandes, à bout de forces, ne purent résister. 
Dans les derniers jours de septembre, il était clair pour les autorités allemandes que la guerre ne pouvait plus être gagnée. L'empereur Guillaume II, conscient que Wilson serait plus à même d'accepter une offre de paix émanant d'une instance démocratique, chargea le prince Max de Bade de former un nouveau gouvernement. Le 5 octobre, ce dernier sollicita un armistice auprès de Wilson. Dans l'échange de notes qui s'ensuivit, les dirigeants américains et allemands s'entendirent pour intégrer les « quatorze points » dans les clauses de l'armistice. Le colonel House obtint ensuite l'accord des Français et des Britanniques, mais seulement après les avoir menacés de conclure une suspension d'armes unilatérale avec l'Allemagne. De son côté, Wilson ignora l'avis de Pershing qui souhaitait passer outre l'armistice et exigea une reddition allemande inconditionnelle. Berlin n'eut d'autre choix que de s'incliner. Les représentants allemands signèrent l'armistice le 11 novembre 1918, ce qui mit fin à la Première Guerre mondiale.

### Succès et déconvenues de l'après-guerre (1919-1921)

#### Conférence de la paix de Paris

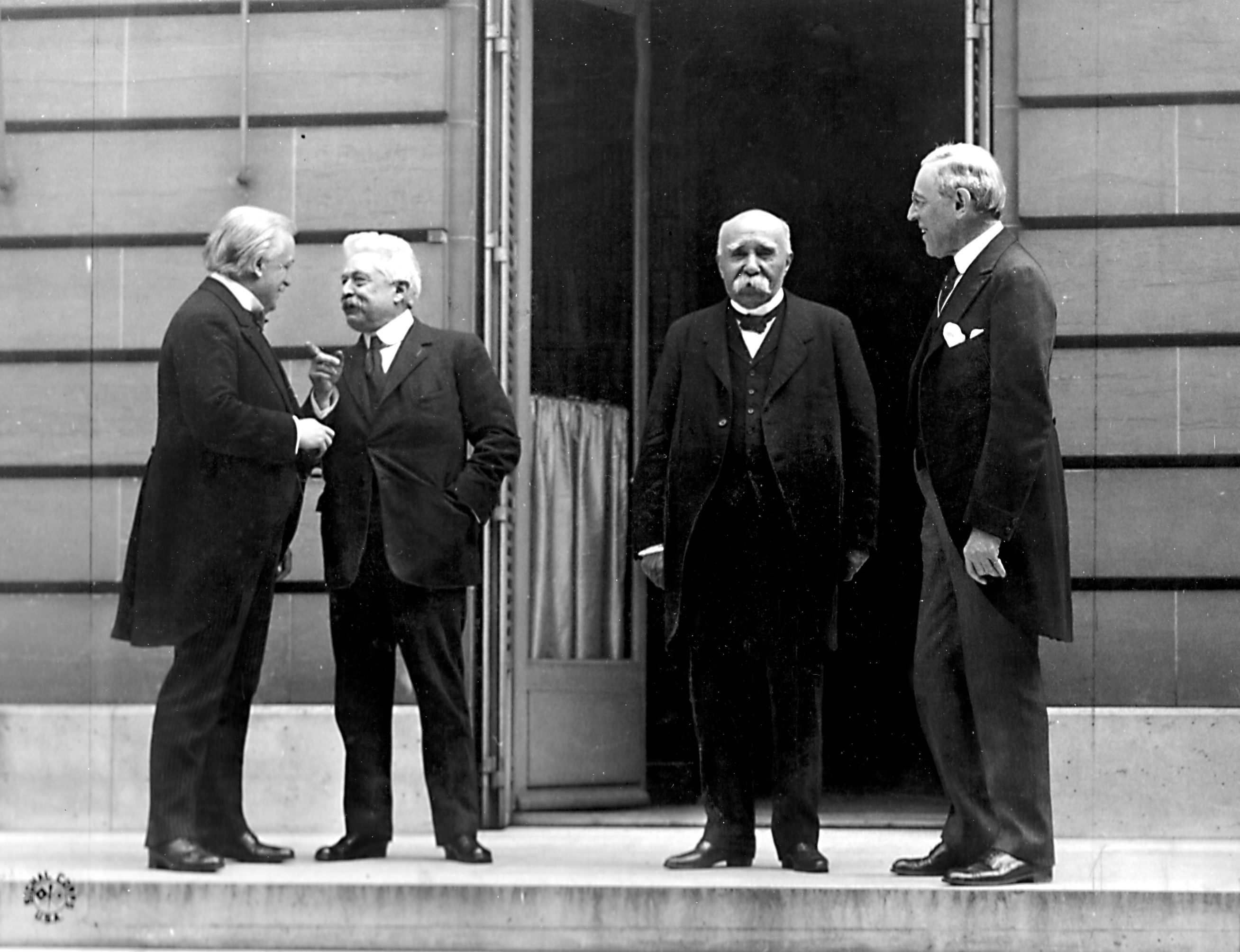
Les « Quatre Grands » à la conférence de la paix de Paris, le 27 mai 1919. De gauche à droite : David Lloyd George, Vittorio Emanuele Orlando, Georges Clemenceau et Woodrow Wilson.

Après la signature de l'armistice, Wilson se rendit en Europe pour assister à la Conférence de la paix de Paris, devenant ainsi le premier président américain en exercice à effectuer ce déplacement. À l'exception d'un bref retour de deux semaines aux États-Unis, Wilson demeura en Europe pendant six mois et se consacra à l'élaboration du traité de paix qui devait officiellement mettre fin à la guerre. Les puissances centrales vaincues n'avaient pas été invitées à la conférence et attendaient anxieusement leur sort. Au sujet de la Russie, Wilson proposa l'instauration d'une trêve entre les armées blanches fidèles au régime tsariste et les forces communistes afin de permettre l'envoi d'une délégation conjointe aux négociations de paix ; toutefois, plusieurs représentants alliés étaient hostiles à cette proposition et aucune délégation russe n'assista à la conférence. Aux côtés du Premier ministre britannique David Lloyd George, du président du Conseil français Georges Clemenceau et du Premier ministre italien Vittorio Emanuele Orlando, Wilson faisait partie du cercle des « Quatre Grands » dont l'influence était prédominante à la conférence de Paris. Des divergences entre les vainqueurs se firent néanmoins jour car si Wilson était toujours attaché à la promotion de ses « quatorze points », la plupart de ses homologues n'aspiraient qu'à se venger de leurs ennemis : Clemenceau, en particulier, était désireux de faire payer l'Allemagne tandis que Lloyd George, bien que favorable à certaines des idées de Wilson, ne souhaitait pas se montrer trop accommodant avec les puissances centrales par crainte de s'attirer les foudres de l'opinion publique.

Reconfiguration de la carte de l'Europe à la suite de la Première Guerre mondiale.

Tout à sa volonté de donner corps à la Société des Nations, le président américain dut se résoudre à abandonner certains de ses objectifs. L'Allemagne, dont la France réclamait le démembrement territorial et le paiement d'une amende colossale à titre de réparations de guerre ― ce à quoi Wilson était opposé ―, fut ainsi condamnée à s'acquitter d'une forte somme et soumise à une occupation militaire en Rhénanie. En outre, une clause du traité désigna spécifiquement l'Allemagne comme étant responsable de la guerre. Wilson accepta également la création de mandats dans les anciens territoires allemands et ottomans, ce qui permit aux puissances européennes et au Japon d'établir des colonies de facto au Moyen-Orient, en Afrique et en Asie. L'acquisition par le Japon de possessions allemandes dans la péninsule du Shandong, en Chine, fut particulièrement décriée dans la mesure où elle allait à l'encontre du principe d'autodétermination des peuples défendu par Wilson. Ce dernier obtint cependant la création de plusieurs nouveaux États en Europe centrale et dans les Balkans, parmi lesquels la Pologne, la Yougoslavie et la Tchécoslovaquie, tandis que les Empires austro-hongrois et ottoman furent démembrés. Wilson refusa par ailleurs de céder aux revendications italiennes sur l'Adriatique, qui furent sources de litige entre la Yougoslavie et l'Italie jusqu'à la signature du traité de Rapallo en 1920. Au cours des débats en marge de la conférence, le Japon fit une proposition qui visait à reconnaître l'égalité des races. Wilson n'avait pas d'avis tranché sur la question mais se rallia à la position de l'Australie et du Royaume-Uni qui y étaient fermement opposés.
À l'issue de la conférence, le Pacte de la Société des Nations fut incorporé au traité de Versailles qui mettait fin à la guerre avec l'Allemagne. Wilson présida en personne le comité de rédaction du pacte, en vertu duquel les pays membres acceptaient de rejeter tout recours à une « agression extérieure » et de régler pacifiquement leurs différends par le biais d'instances telles que la Cour permanente de justice internationale. Durant la conférence, l'ancien président William Howard Taft télégraphia à Wilson pour lui présenter trois propositions d'amendements au pacte de la SDN qui devaient, selon lui, permettre à celle-ci d'être plus facilement acceptée par l'opinion publique américaine : le droit de quitter l'organisation, la non-ingérence de la SDN dans les débats intérieurs et l'inviolabilité de la doctrine Monroe. Quoique très réticent, Wilson accepta ces modifications. Outre le traité de Versailles, les Alliés négocièrent séparément avec l'Autriche (traité de Saint-Germain-en-Laye), la Hongrie (traité de Trianon), l'Empire ottoman (traité de Sèvres) et la Bulgarie (traité de Neuilly-sur-Seine) qui adhérèrent tous à la charte de la Société des Nations.
La conférence acheva ses travaux en mai 1919 et ce fut alors seulement que les dirigeants allemands purent prendre connaissance du traité. Alors que des voix s'élevèrent en faveur de la répudiation du texte, l'Allemagne n'en ratifia pas moins ce dernier le 28 juin. La même année, Wilson reçut le prix Nobel de la paix. Des contestations se firent cependant jour parmi les nations vaincues à l'encontre des termes du traité, jugés trop sévères ; de même, plusieurs représentants des colonies dénoncèrent l'hypocrisie d'un accord qui reconfigurait la carte territoriale de l'Europe mais entérinait la perpétuation du colonialisme en Asie et en Afrique. De son côté, Wilson savait que les républicains étaient majoritairement hostiles au traité et que la bataille qu'il s'apprêtait à mener en faveur de sa ratification dès son retour aux États-Unis promettait d'être acharnée.

#### Échec de la ratification du traité de Versailles

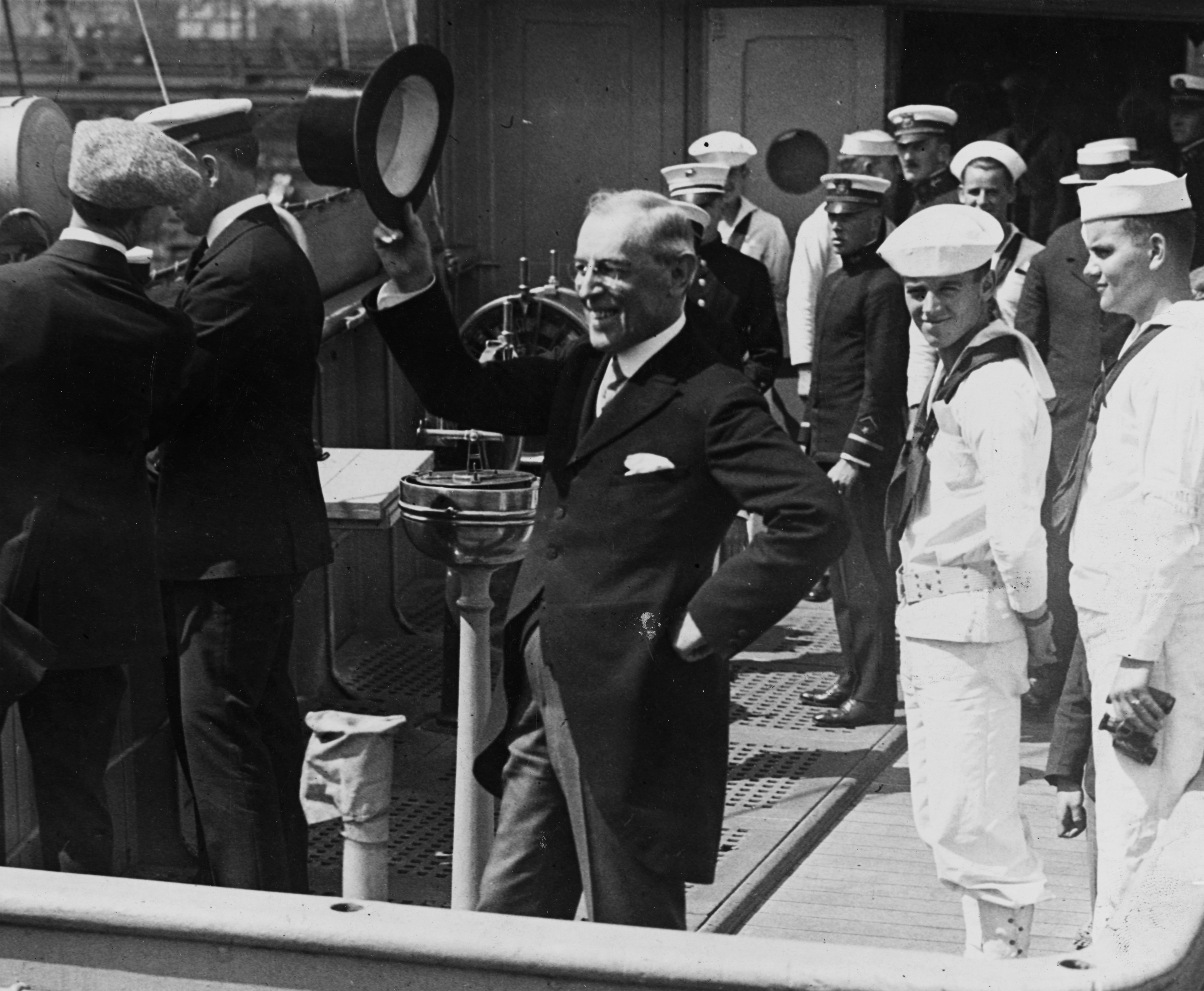
Le président Wilson saluant la foule new-yorkaise depuis le pont du paquebot USS George Washington, de retour de la conférence de paix de Paris, le 8 juillet 1919.

Les chances de voir le traité ratifié par le Sénat ― au sein duquel les républicains détenaient une courte majorité ― étaient assez faibles. L'opinion publique était quant à elle divisée sur la question mais la plupart des républicains, des citoyens d'origine allemande et des démocrates catholiques irlandais y étaient farouchement hostiles. Au cours de ses nombreux entretiens avec les sénateurs, Wilson se rendit compte que l'opposition au traité était bien plus forte que prévu. Malgré la fatigue accumulée durant les négociations de paix en Europe, il décida d'effectuer une tournée dans les États de l'Ouest, avec au programme 29 grands discours et de multiples brèves allocutions, afin de rallier l'opinion publique à sa cause. Le président fut néanmoins victime d'une série d'attaques débilitantes qui l'obligèrent à écourter son voyage en septembre 1919. Il vécut dès lors en reclus à la Maison-Blanche sous l'étroite surveillance de son épouse, qui le préservait des mauvaises nouvelles et minimisait pour lui la gravité de son état.
Le chef de file de l'opposition au traité était le sénateur Henry Cabot Lodge, qui n'avait aucune estime pour Wilson et espérait bien humilier ce dernier dans la bataille pour la ratification. Les républicains avaient été outrés de ne pas avoir été associés par Wilson aux décisions relatives à la guerre ou à ses conséquences. Une intense querelle partisane éclata au Sénat entre des républicains opposés au traité et des démocrates majoritairement favorables à celui-ci. Les débats s'articulèrent autour du rôle que les États-Unis étaient appelés à jouer au sein de la communauté mondiale dans le monde de l'après-guerre. Au Sénat, trois grands groupes se firent jour, parmi lesquels celui, majoritaire, des démocrates qui soutenaient le traité, et celui de quatorze sénateurs (républicains pour la plupart) surnommés les « irréconciliables », du fait de leur hostilité ferme et totale à l'entrée des États-Unis dans la Société des Nations. Certains de ces irréconciliables, comme George W. Norris, arguaient du fait que le texte ne s'engageait aucunement en faveur de la décolonisation ou du désarmement tandis que d'autres, à l'instar d'Hiram Johnson, craignaient de voir l'autonomie de la nation amputée au profit d'une organisation internationale ; en outre, la plupart d'entre eux réclamaient la suppression de l'article X du pacte de la SDN qui obligeait en théorie les pays membres à se défendre mutuellement en cas d'agression. Le dernier groupe de sénateurs, connu sous le nom de « réservistes », approuvait de son côté l'existence de la SDN mais exigeait de modifier en partie son fonctionnement afin de garantir la souveraineté des États-Unis. D'autres personnalités telles que l'ex-président Taft ou l'ancien secrétaire d'État Elihu Root étaient — moyennant quelques réserves — favorables à la ratification et Wilson espérait toujours disposer d'un nombre de voix républicaines suffisant en amont du vote.
En dépit des obstacles qui se dressaient devant lui, Wilson refusa obstinément d'effectuer la moindre concession, en partie afin de ne pas avoir à rouvrir les négociations avec les autres puissances en cas de modification du traité. À la mi-novembre 1919, Lodge et ses collègues républicains formèrent une coalition avec les démocrates favorables au traité pour élaborer une version amendée du texte, mais Wilson, très affecté par la maladie, rejeta ce compromis ; de nombreux démocrates imitèrent son exemple, ce qui eut pour effet d'enterrer définitivement le projet de ratification. Selon les historiens John M. Cooper et Thomas Bailey, l'attaque cérébrale subie par Wilson en septembre avait affaibli le président au point de l'empêcher de négocier efficacement avec Lodge,. L'implication des États-Unis dans la Première Guerre mondiale ne prit officiellement fin qu'avec l'adoption de la résolution Knox-Porter en 1921.

### Déplacements internationaux
Wilson effectua deux voyages internationaux au cours de sa présidence. Il fut le premier président américain à se rendre en Europe dans l'exercice de son mandat, pour une durée de presque sept mois, seulement interrompu par un bref retour de neuf jours aux États-Unis.
|   | Date                                 | Pays             | Lieux                                  | Détails |
| - | ------------------------------------ | ---------------- | -------------------------------------- | --- |
| 1 | 14 au 25 décembre 1918               | France           | Paris, Chaumont                        | Pourparlers préliminaires à la conférence de la paix de Paris. Wilson y fit la promotion de ses Quatorze points pour la stabilité du monde. Départ des États-Unis le 4 décembre 1918. |
| 1 | 26 au 31 décembre 1918               | Royaume-Uni      | Londres, Carlisle, Manchester          | Rencontre avec le Premier ministre David Lloyd George et le roi George V. |
| 1 | 31 décembre 1918 au 1er janvier 1919 | France           | Paris                                  | Halte sur le chemin vers l'Italie. |
| 1 | 1er au 6 janvier 1919                | Royaume d'Italie | Rome, Gênes, Milan, Turin              | Rencontre avec le roi Victor-Emmanuel III et le Premier ministre Vittorio Emanuele Orlando.                                                                                           |
| 1 | 4 janvier 1919                       | Vatican          | Rome                                   | Audience avec le pape Benoît XV (première rencontre entre un président américain en exercice et un pape régnant).                                                                     |
| 1 | 7 janvier au 14 février 1919         | France           | Paris                                  | Conférence de la paix de Paris. Retour aux États-Unis le 24 février 1919. |
| 2 | 14 mars au 18 juin 1919              | France           | Paris                                  | Conférence de la paix de Paris. Départ des États-Unis le 5 mars 1919. |
| 2 | 18 au 19 juin 1919                   | Belgique         | Bruxelles, Charleroi, Malines, Louvain | Rencontre avec le roi Albert Ier. Discours au Parlement fédéral de Belgique. |
| 2 | 20 au 28 juin 1919                   | France           | Paris                                  | Conférence de la paix de Paris. Retour aux États-Unis le 8 juillet 1919. |

## Incapacité en fin de mandat (1919-1921)

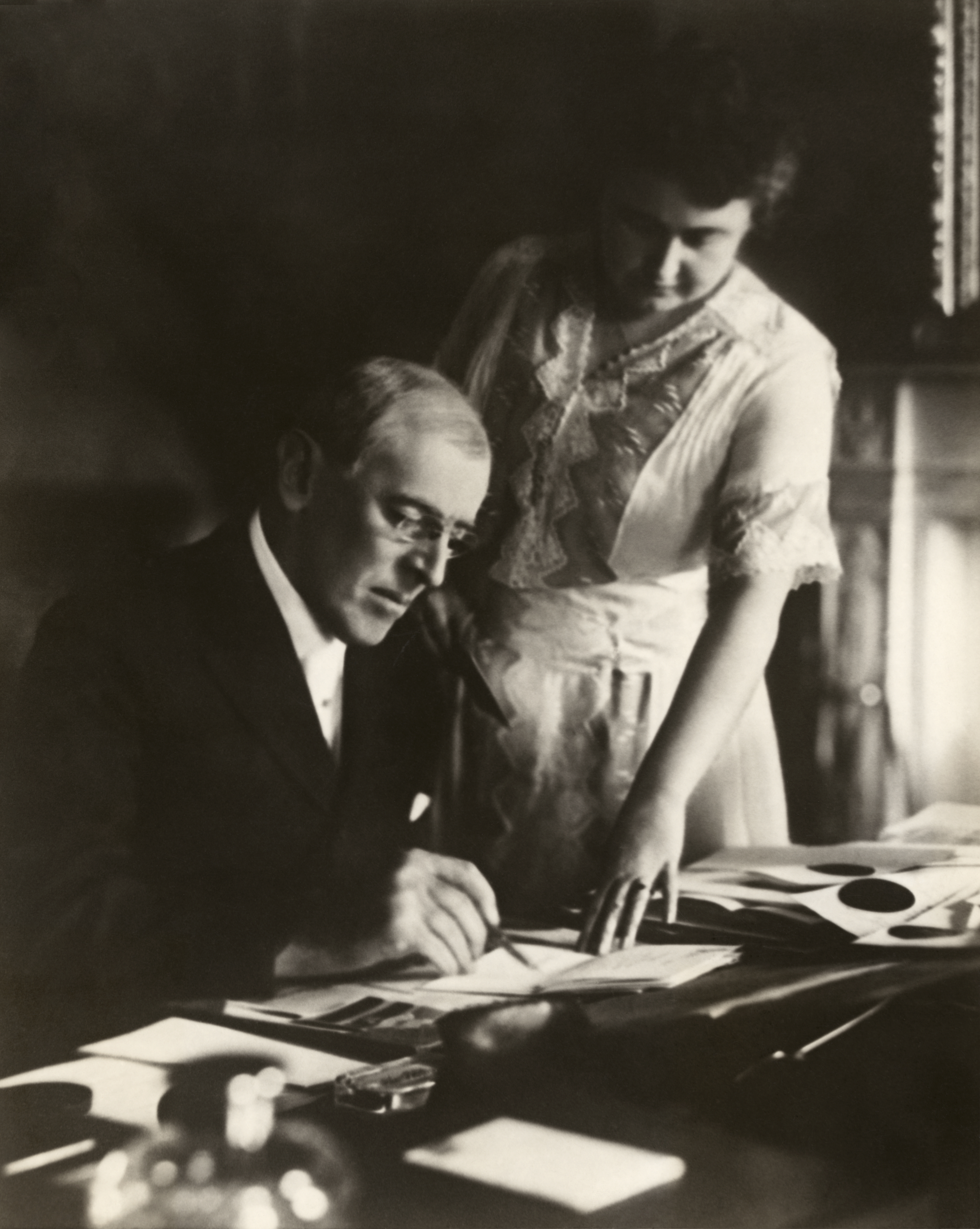
Edith Wilson faisant signer un document à son mari, alors paralysé du côté gauche, en juin 1920.

Le 2 octobre 1919, Wilson fut victime d'une attaque cérébrale qui le laissa paralysé du côté gauche et le rendit partiellement aveugle de l'œil droit. Il demeura alité pendant plusieurs semaines et ne vit personne à l'exception de son épouse et de son médecin, le docteur Cary T. Grayson. Le neurochirurgien Bert E. Park, qui eut l'occasion de consulter le dossier médical de Wilson après sa mort, écrit que la maladie affecta sensiblement la personnalité du président, qui fut dès lors sujet à des « troubles émotionnels, une incapacité à contrôler ses impulsions et une altération du jugement ». 
Dans les mois qui suivirent, Wilson fut écarté de la vie publique par sa femme qui sélectionnait les dossiers qui devaient être portés à son attention et déléguait la gestion des affaires courantes à son cabinet. Edith Wilson continua d'assurer l'« intendance », ainsi qu'elle qualifia son rôle par la suite, jusqu'à la fin de la présidence de son mari, veillant à ne transmettre à ce dernier que les informations les plus importantes. Wilson renoua certes un temps avec les réunions du cabinet mais sa santé chancelante l'empêchait de prendre véritablement part aux débats. Afin de dissimuler l'incapacité du président à l'opinion publique américaine, sa femme et son secrétaire particulier Joseph Tumulty diffusèrent, avec la complicité du journaliste Louis Seibold, une fausse interview où le chef de l'État semblait en pleine possession de ses facultés intellectuelles. Pourtant très affaibli, Wilson ne songea jamais sérieusement à démissionner ; tout au contraire, il continua de plaider pour la ratification du traité de Versailles et étudia même la possibilité de se présenter pour un troisième mandat.
En février 1920, l'état de santé réel du président n'était plus un secret pour personne. Si nombreux étaient ceux qui exprimaient des doutes sur l'aptitude de Wilson à diriger le pays alors que celui-ci traversait une période de troubles — controverse sur la Société des Nations, grèves, chômage, inflation et peur du communisme —, aucun membre de son entourage, y compris sa femme, son médecin ou son secrétaire particulier, n'osa invoquer la disposition constitutionnelle en vertu de laquelle le président était déclaré inapte « à s'acquitter des pouvoirs et des devoirs de ladite fonction ». Un certain nombre de parlementaires encouragèrent de leur côté le vice-président Thomas R. Marshall à assumer la présidence de facto mais Marshall demeura en retrait. L'incapacité prolongée de Wilson au cours de son mandat était, à l'époque, un cas unique dans l'histoire américaine : de tous les prédécesseurs de Wilson, seul James A. Garfield s'était trouvé dans une situation similaire mais, outre que les conséquences de l'attentat perpétré contre lui n'avait pas été tenues secrètes, Garfield avait conservé une bonne partie de ses facultés mentales et n'était confronté à aucun dossier urgent.

## Échéances électorales

### Élections de mi-mandat de 1914
Aux élections législatives de 1914, les républicains gagnèrent soixante sièges à la Chambre des représentants, sans toutefois ravir la majorité aux démocrates. Ces derniers conservèrent également le contrôle du Sénat (pour la première fois depuis le vote du 17e amendement de la Constitution, les sénateurs furent élus au suffrage universel direct). Le Bull Moose Party de Theodore Roosevelt, qui avait obtenu quelques sièges au Congrès lors de l'élection présidentielle de 1912, ne réalisa qu'une performance médiocre dans les urnes. Par ailleurs, des candidats républicains conservateurs l'emportèrent sur des adversaires progressistes de leur propre parti. Le bilan des élections, globalement favorable au Parti démocrate, fut interprété par Wilson comme un signal d'encouragement à la mise en place de nouvelles réformes progressistes. Tout au long du 64e Congrès (mars 1915-mars 1917), le président, avec l'aide de ses alliés, fit ainsi adopter plusieurs lois dont aucune n'eut cependant un impact comparable à celui des mesures prises au cours des deux premières années de son mandat.

### Élection présidentielle de 1916

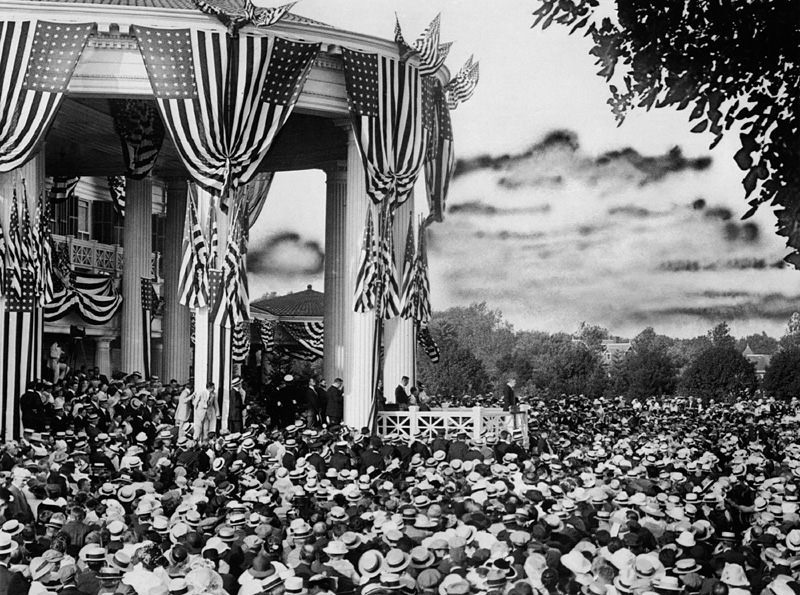
Wilson acceptant la nomination de son parti à l'élection de 1916, lors d'une cérémonie à sa résidence d'été de Long Branch, dans le New Jersey.

Résultats de l'élection présidentielle américaine de 1916.

Ayant décroché sans opposition l'investiture de son parti pour l'élection de 1916, Wilson adopta la formule « Il nous a maintenu en dehors de la guerre » comme slogan de campagne, même s'il n'avait jamais réellement promis de rester à l'écart du conflit. Dans son discours de remerciement le 2 septembre 1916, Wilson mit en garde l'Allemagne contre une guerre sous-marine qui entraînerait la perte de vies américaines : « la nation qui viole ces droits essentiels doit s'attendre à devoir rendre des comptes par une confrontation et une résistance directes. Cela rend aussitôt cette querelle en partie la nôtre ». Vance C. McCormick, un progressiste de premier plan, fut appelé à la présidence du Parti démocrate alors que l'ambassadeur Henry Morgenthau était rappelé de Turquie pour prendre en main le financement de la campagne. Le rôle du colonel House lors de cette dernière fut également important : « il planifia sa structure ; lui donna son ton ; aida à en gérer les finances ; en choisit les orateurs, la tactique et la stratégie ; enfin et surtout, composa habilement avec le plus précieux atout qui était aussi le plus lourd fardeau potentiel de la campagne : son brillant mais capricieux candidat ».
Au moment de rédiger le programme défendu par le parti, le sénateur Robert L. Owen de l'Oklahoma préconisa vivement à Wilson de récupérer certaines idées mises en avant par le Parti progressiste lors de l'élection de 1912, « afin d'attacher à notre parti les républicains progressistes qui nous sont si favorables ». À la demande du président, Owen identifia les mesures progressistes à reprendre : une législation fédérale visant à améliorer la santé et la sécurité des travailleurs, l'interdiction du travail des enfants, la mise en place d'une indemnité chômage, l'instauration d'un salaire minimum et l'entrée en vigueur d'un nombre maximal d'heures de travail. Wilson intégra l'ensemble de ces recommandations dans son programme — à l'exception de l'indemnité chômage — et y ajouta de son propre chef des garanties supplémentaires pour les travailleuses ainsi qu'un programme de retraite.
De son côté, la convention nationale républicaine désigna comme candidat le juge de la Cour suprême Charles Evans Hughes. Ancien gouverneur de New York, Hughes avait pour ambition de réconcilier les ailes progressiste et conservatrice de son parti. Les républicains firent campagne contre le programme New Freedom de Wilson, en particulier la réduction des droits de douane, l'introduction de taxes sur les hauts revenus et la loi Adamson qu'ils qualifiaient de « législation de classe ». La politique étrangère de Wilson fit aussi l'objet de critiques mais la campagne fut principalement dominée par les affaires intérieures. À l'approche du scrutin, chaque camp estimait avoir une bonne chance de l'emporter.
Le résultat de l'élection fut incertain pendant plusieurs jours et fut déterminé par des marges de victoire extrêmement courtes dans plusieurs États. Wilson remporta ainsi la Californie avec 3 773 voix d'avance sur près d'un million de bulletins exprimés et le New Hampshire par seulement 54 voix. De même, Hughes ne fut proclamé vainqueur dans le Minnesota que de 393 voix (sur 358 000). Wilson obtint 277 voix au sein du collège électoral contre 254 pour son rival républicain. Sa victoire fut rendue possible grâce au vote de nombreux électeurs qui avaient soutenu Theodore Roosevelt ou Eugene V. Debs en 1912. Le candidat démocrate arriva en tête dans tous les États du Solid South et dans une poignée d'États de l'Ouest tandis que Hughes avait remporté la plupart des États du Nord-Est et du Midwest. À la réception du télégramme de Hughes dans lequel celui-ci concédait sa défaite, Wilson déclara qu'il l'avait trouvé « un peu rongé par les mites ». La victoire de Wilson fit de lui le premier démocrate depuis Andrew Jackson à être élu pour deux mandats consécutifs. Le Parti démocrate conserva également sa majorité au Congrès même s'il était tributaire du soutien d'un certain nombre de députés du Parti progressiste à la Chambre.

### Élections de mi-mandat de 1918
Wilson s'impliqua personnellement dans les primaires démocrates pour les élections au Congrès de 1918. Soucieux de faire élire des parlementaires progressistes capables de défendre la politique étrangère du gouvernement, il parvint à neutraliser plusieurs voix discordantes au sein de son parti, dont celle du sénateur James K. Vardaman du Mississippi. Cela ne fut toutefois pas suffisant pour faire basculer l'élection en sa faveur : le jour du scrutin, les républicains raflèrent la majorité dans les deux chambres du Congrès. Le résultat était d'autant plus significatif que le Grand Old Party avait résolument fait campagne contre la politique extérieure de Wilson, en particulier son projet de créer une Société des Nations.

### Élection présidentielle de 1920
En dépit de ses problèmes de santé, Wilson n'avait pas renoncé à l'idée de concourir pour un troisième mandat. Alors que la plupart de ses conseillers tentèrent de l'en dissuader, estimant qu'il n'était pas en état de faire campagne, le président soumit sa candidature à la convention démocrate de 1920, par l'intermédiaire de son secrétaire d'État Bainbridge Colby. Toutefois, même si les délégués étaient politiquement favorables à Wilson, bien peu étaient enthousiasmés à l'idée de promouvoir un candidat dont le déclin des capacités physiques et mentales n'était un secret pour personne. Plusieurs scrutins eurent lieu dans les jours suivants qui placèrent l'ancien secrétaire au Trésor William Gibbs McAdoo et le gouverneur de l'Ohio James M. Cox en tête de la course à l'investiture. En dépit du fait que McAdoo avait servi dans l'administration Wilson et qu'il avait épousé la fille du président en 1914, ce dernier refusa de lui apporter son soutien à cause de ce qu'il considérait comme un manque d'enthousiasme de McAdoo pour la Société des Nations. Après plusieurs dizaines de tours de scrutin, Cox décrocha la nomination et désigna en tant que colistier Franklin Delano Roosevelt, alors secrétaire adjoint à la Marine.

Résultats de l'élection présidentielle américaine de 1920.

Dans le camp républicain, la probable candidature de Theodore Roosevelt avait suscité de nombreuses attentes. Toutefois, la mort de l'ancien président en janvier 1919 relança les spéculations. Parmi les candidats, trois retinrent assez rapidement l'attention : le général Leonard Wood, ami proche de Roosevelt, le sénateur Hiram Johnson, colistier de Roosevelt sur le ticket progressiste à l'élection de 1912, et le gouverneur Frank Lowden de l'Illinois. À la convention nationale républicaine qui se déroula en juin 1920, aucun ne parvint cependant à rassembler sous son nom un nombre suffisant de délégués et de nouvelles personnalités furent mises en avant. L'investiture échut finalement au sénateur de l'Ohio Warren G. Harding, qui ne bénéficiait d'aucune notoriété sur la scène politique. 
Durant la campagne, les républicains attaquèrent le bilan de Wilson et Harding en appela à un « retour à la normale », expression par laquelle il entendait renouer avec le conservatisme qui avait prévalu jusqu'au début du XXe siècle. Wilson s'impliqua très peu dans le déroulement de la campagne même s'il apporta publiquement son soutien à Cox et continua de défendre l'entrée des États-Unis dans la Société des Nations. Le jour de l'élection, Harding remporta une victoire écrasante sur son adversaire, obtenant 60,3 % du vote populaire et remportant tous les États à l'exception du Sud. Les démocrates subirent également de lourdes pertes aux élections législatives qui eurent lieu la même année et qui permirent à leurs adversaires d'accroître leurs majorités dans les deux chambres du Congrès.

## Héritage

Le président Woodrow Wilson en 1919.

Wilson est généralement considéré par les historiens et les politologues comme l'un des meilleurs présidents américains. Dans un sondage mené en 2018 au sein de l’American Political Science Association, il figurait à la 10e place du classement, tandis qu'une enquête réalisée en 2017 par la chaîne de télévision C-Span le classa en 11e position. Toutefois, un sondage effectué auprès d'un panel d'historiens en 2006 présentait l'incapacité de Wilson à négocier un compromis sur le traité de Versailles comme la quatrième pire erreur commise par un président en exercice. 
De l'avis de plusieurs historiens, Wilson, davantage que tous ses prédécesseurs, prôna un exécutif fort qui visait à protéger les citoyens ordinaires de la tyrannie des grandes entreprises. Sa présidence, qui vit naître la Réserve fédérale, la Commission fédérale du commerce, l'impôt progressif sur le revenu et diverses lois sur le travail, continua d'influencer les États-Unis longtemps après sa mort ; la nature des réformes engagées par son administration, qui font de Wilson un précurseur du libéralisme américain contemporain, servit de référence à certains de ses successeurs tels que Franklin Delano Roosevelt ou Lyndon B. Johnson. John M. Cooper affirme ainsi que, mesurés en termes d'impact et d'ampleur, seuls le New Deal de Roosevelt et la Grande société de Johnson peuvent se comparer aux mesures adoptées du temps de Wilson. Les conceptions de ce dernier dans le domaine des relations internationales, parfois résumées sous l'expression d'« idéalisme wilsonien », laissèrent également une empreinte durable sur la politique étrangère des États-Unis et influencèrent la création de l'Organisation des nations unies, héritière de la SDN. En revanche, son attitude à l'égard des droits civiques a fait l'objet de nombreuses critiques. Son cabinet accentua en effet la ségrégation au sein du gouvernement fédéral et plusieurs de ses ministres étaient ouvertement racistes.
La diplomatie wilsonienne eut quant à elle ses détracteurs, parmi lesquels le plus virulent fut peut-être l'historien de Stanford Thomas A. Bailey, auteur de deux ouvrages très remarqués sur la politique étrangère de Wilson. Selon lui, les compromis négociés par la délégation américaine pour garantir l'établissement de la Société des Nations à la conférence de Paris ne furent pas très heureux, dans la mesure où un certain nombre d'idéaux traditionnels de l'Amérique furent sacrifiés au profit de l'application — au demeurant très parcellaire — de l'agenda progressiste de Wilson. Pour Scot Bruce, cette vision est aujourd'hui dépassée : 

« Plus récemment, d'éminents historiens tels que Thomas J. Knock, Arthur Walworth et John Milton Cooper, entre autres, ne font plus de Wilson et de ses pacificateurs les responsables de grands échecs diplomatiques survenus à Paris. Au lieu de cela, leur présentation du progressisme wilsonien, articulé autour de la Société des Nations, est celui d'un cadre relativement éclairé mais tragiquement affaibli par les machinations britanniques et françaises lors de la conférence de paix… L'historienne Margaret MacMillan a prolongé cette analyse dans son livre primé, Paris, 1919: Six Months That Changed the World (2001), qui dépeint Wilson comme un idéaliste frustré, incapable de concrétiser ses ambitions progressistes du fait de l'opposition interne de la vieille garde impérialiste. Alors que des réalistes comme Lloyd E. Ambrosius ont remis en question la pertinence d'une définition idéalisée à l'excès du progressisme wilsonien, l'interprétation la plus courante est que les délégués américains, noblement intentionnés, ont été confrontés au rejet brutal des propositions de Wilson à Paris et ont donc transigé sous la pression ; il n'est pas jusqu'au grand spécialiste de Wilson, Arthur S. Link, qui n'ait souscrit à une variante de ce récit. »